# Nati nel 1898

## Gennaio(112)
- 1º gennaio - Sigfrido Burroni, militare italiano († 1989)
- 1º gennaio - Leopold Friedrich, sollevatore austriaco († 1962)
- 1º gennaio - Luigi Amato, pittore italiano († 1961)
- 1º gennaio - Dino Luperi, calciatore italiano († 1980)
- 1º gennaio - Antonino Pagliaro, iranista, glottologo e filosofo italiano († 1973)
- 1º gennaio - Valentine Penrose, scrittrice e artista francese († 1978)
- 1º gennaio - Cesare Sesia, calciatore italiano († 1924)
- 1º gennaio - Viktor Ullmann, compositore, direttore d'orchestra e pianista austriaco († 1944)
- 2 gennaio - Dick Huemer, animatore, regista e sceneggiatore statunitense († 1979)
- 3 gennaio - John Loder, attore britannico († 1988)
- 3 gennaio - Luigi Lombardi, generale e funzionario italiano († 1992)
- 3 gennaio - Falcone Lucifero, politico italiano († 1997)
- 3 gennaio - Eugenio Montesinos, calciatore spagnolo († 1970)
- 4 gennaio - Luisa Levi, medico italiano († 1983)
- 4 gennaio - Pёtr Popov, allenatore di calcio e calciatore sovietico († 1965)
- 5 gennaio - Antonio Cassitta, politico italiano († 1971)
- 5 gennaio - Carlo Duse, attore, regista e sceneggiatore italiano († 1956)
- 5 gennaio - Evdokija di Bulgaria, principessa bulgara († 1985)
- 6 gennaio - Livio Gemo, calciatore e imprenditore italiano († 1968)
- 6 gennaio - Slim Halderson, hockeista su ghiaccio canadese († 1965)
- 6 gennaio - Volodymyr Sosjura, poeta ucraino († 1965)
- 7 gennaio - Pietro Bronzini, calciatore italiano († 1962)
- 7 gennaio - Rudolf Fernau, attore tedesco († 1985)
- 7 gennaio - Robert LeGendre, multiplista e lunghista statunitense († 1931)
- 7 gennaio - Franz Lenhart, pittore e disegnatore austriaco († 1992)
- 7 gennaio - Dick MacNeill, calciatore olandese († 1963)
- 8 gennaio - Gino Avena, ingegnere e architetto italiano († 1980)
- 8 gennaio - Corrado Pavolini, regista, drammaturgo e critico letterario italiano († 1980)
- 8 gennaio - Vittorio Giovanni Rossi, giornalista e scrittore italiano († 1978)
- 8 gennaio - Alexandru Săvulescu, allenatore di calcio rumeno († 1961)
- 9 gennaio - Gracie Fields, attrice, cantante e comica inglese († 1979)
- 9 gennaio - Liberato Pezzoli, giornalista e politico italiano
- 9 gennaio - Adolfo Rollo, scultore italiano († 1985)
- 9 gennaio - Harry Sundberg, calciatore svedese († 1945)
- 9 gennaio - Mario Mirko Vucetich, artista italiano († 1975)
- 10 gennaio - Katharine Burr Blodgett, fisica statunitense († 1979)
- 10 gennaio - Aldo Fagiuoli, allenatore di calcio e calciatore italiano († 1964)
- 10 gennaio - Fats Jenkins, cestista e giocatore di baseball statunitense († 1968)
- 10 gennaio - Arthur Johnston, compositore, arrangiatore e pianista statunitense († 1954)
- 10 gennaio - Siegfried Rasp, generale tedesco († 1968)
- 11 gennaio - Hans Kirk, scrittore danese († 1962)
- 11 gennaio - Domenico Rudatis, scrittore, esoterista e alpinista italiano († 1994)
- 12 gennaio - Félix Bédouret, calciatore svizzero († 1955)
- 12 gennaio - Luigi De Filpo, pubblicista e politico italiano († 1950)
- 12 gennaio - Jimmy Douglas, calciatore statunitense († 1972)
- 12 gennaio - Giuseppe Gramegna, avvocato, politico e antifascista italiano († 1986)
- 13 gennaio - Kaj Munk, drammaturgo e pastore protestante danese († 1944)
- 13 gennaio - Pierino Rovida, calciatore italiano († 1968)
- 13 gennaio - Carlo Tagliabue, baritono italiano († 1978)
- 13 gennaio - Vasilij Vanin, attore sovietico († 1951)
- 14 gennaio - Margaret Booth, montatrice statunitense († 2002)
- 14 gennaio - Helen Flint, attrice statunitense († 1967)
- 14 gennaio - Maurice Fox, scacchista canadese († 1988)
- 14 gennaio - Carlos P. Rómulo, diplomatico, politico e generale filippino († 1985)
- 14 gennaio - Sumer Singh, indiano († 1918)
- 14 gennaio - Raimondo del Balzo di Presenzano, presbitero italiano († 1969)
- 15 gennaio - Erik Byléhn, mezzofondista e velocista svedese († 1986)
- 15 gennaio - Arnaldo Carpanetti, pittore italiano († 1969)
- 15 gennaio - Mario Cocchi, pittore italiano († 1957)
- 15 gennaio - Sture Ericsson, ginnasta svedese († 1945)
- 15 gennaio - Dante Pasqua, scacchista italiano († 1974)
- 15 gennaio - Jack Silcock, calciatore inglese († 1966)
- 16 gennaio - Irving Rapper, regista britannico († 1999)
- 16 gennaio - Eugen Sigg, canottiere svizzero († 1994)
- 17 gennaio - George Armitage, calciatore inglese († 1936)
- 17 gennaio - Rudolph Loewenstein, psicanalista polacco († 1976)
- 17 gennaio - Stefano Siglienti, banchiere e politico italiano († 1971)
- 18 gennaio - Carles Buïgas, architetto e ingegnere spagnolo († 1979)
- 19 gennaio - Giuseppe Ar, pittore italiano († 1956)
- 19 gennaio - Giacomo Palombella, arcivescovo cattolico italiano († 1977)
- 19 gennaio - Václav Vích, direttore della fotografia ceco († 1966)
- 20 gennaio - John George, attore siriano († 1968)
- 20 gennaio - Norma Varden, attrice e pianista britannica († 1989)
- 21 gennaio - Agnes Esterhazy, attrice ungherese († 1956)
- 21 gennaio - Rudolph Maté, regista, direttore della fotografia e produttore cinematografico polacco († 1964)
- 21 gennaio - Ahmad Shah Qajar, imperatore persiano († 1930)
- 21 gennaio - Eduard Zintl, chimico tedesco († 1941)
- 22 gennaio - Ross Barnett, politico statunitense († 1987)
- 22 gennaio - Sergej Michajlovič Ėjzenštejn, regista, sceneggiatore e montatore sovietico († 1948)
- 22 gennaio - Alfonso Morini, imprenditore e pilota motociclistico italiano († 1969)
- 22 gennaio - Frank Valente, scienziato, fisico e matematico italiano († 1984)
- 22 gennaio - Camillo Zemi, discobolo e martellista italiano († 1959)
- 23 gennaio - Georg Kulenkampff, violinista tedesco († 1948)
- 23 gennaio - Wallace Lupino, attore e sceneggiatore britannico († 1961)
- 23 gennaio - Kunio Nakagawa, generale giapponese († 1944)
- 23 gennaio - Erich Schatzki, ingegnere tedesco († 1991)
- 23 gennaio - Randolph Scott, attore statunitense († 1987)
- 23 gennaio - Ora Washington, cestista e tennista statunitense († 1971)
- 24 gennaio - Karl Hermann Frank, politico, generale e criminale di guerra tedesco († 1946)
- 24 gennaio - Arrigo Protti, militare italiano († 1936)
- 25 gennaio - Pablo Gúrpide Beope, vescovo cattolico spagnolo († 1968)
- 25 gennaio - Arnaldo Fabriani, politico, sindacalista e giornalista italiano († 1979)
- 25 gennaio - Pio Maneschi, calciatore italiano († 1970)
- 25 gennaio - Oscar Murua, pittore guatemalteco († 1980)
- 25 gennaio - Pia Zambotti, archeologa italiana († 1965)
- 26 gennaio - Pëtr Anochin, fisiologo sovietico († 1974)
- 26 gennaio - Katarzyna Kobro, scultrice polacca († 1951)
- 26 gennaio - Francesco Martella, antifascista italiano († 1943)
- 27 gennaio - Giovanni Orlandi, velocista italiano († 1977)
- 27 gennaio - Erich Zepler, fisico e compositore di scacchi tedesco († 1980)
- 28 gennaio - Erik Abrahamsson, lunghista e hockeista su ghiaccio svedese († 1965)
- 28 gennaio - Pompeo Borra, pittore italiano († 1973)
- 28 gennaio - Armando Fedeli, operaio, antifascista e politico italiano († 1965)
- 28 gennaio - Vittorio Rieti, compositore italiano († 1994)
- 29 gennaio - Jan Dvořáček, calciatore cecoslovacco († 1964)
- 29 gennaio - Maria Müller, soprano austriaco († 1958)
- 30 gennaio - Mario Chiesa, militare e prefetto italiano († 1938)
- 30 gennaio - Ivan Karpov, pittore russo († 1970)
- 30 gennaio - Russell Ohl, inventore e fisico statunitense († 1987)
- 30 gennaio - Alfred Schläppi, bobbista svizzero († 1981)
- 30 gennaio - Josip Scholz, calciatore jugoslavo († 1945)
- 31 gennaio - Roger Money-Kyrle, psicoanalista britannico († 1980)

## Febbraio(127)
- 1º febbraio - Antonio Calegari, militare, scrittore e marittimo italiano († 1956)
- 1º febbraio - Leila Denmark, pediatra e supercentenaria statunitense († 2012)
- 1º febbraio - Earl D. Eisenhower, politico statunitense († 1968)
- 1º febbraio - Richard McCreery, generale britannico († 1967)
- 2 febbraio - Ralph Ceder, regista e sceneggiatore statunitense († 1951)
- 2 febbraio - Attila Molnár, calciatore rumeno
- 2 febbraio - Vinko Radić, calciatore jugoslavo († 1945)
- 2 febbraio - Harry Storer Jr., calciatore, allenatore di calcio e crickettista inglese († 1967)
- 2 febbraio - Stanko Tavčar, calciatore jugoslavo († 1945)
- 2 febbraio - Antal Zirczy, schermidore ungherese († 1996)
- 2 febbraio - Pietro Zuccarino, vescovo cattolico italiano († 1973)
- 3 febbraio - Alvar Aalto, architetto e designer finlandese († 1976)
- 3 febbraio - Gheorghe I. Brătianu, politico e storico rumeno († 1953)
- 3 febbraio - Lil Hardin Armstrong, pianista e compositrice statunitense († 1971)
- 3 febbraio - Pavel Samuilovič Uryson, matematico russo († 1924)
- 4 febbraio - Josef Blum, calciatore e allenatore di calcio austriaco († 1956)
- 4 febbraio - Umberto Onorato, disegnatore, scenografo e giornalista italiano († 1967)
- 5 febbraio - Pietro Berzolla, architetto italiano († 1984)
- 5 febbraio - Sofronio Pocarini, pittore, poeta e giornalista italiano († 1934)
- 6 febbraio - Ruggero Bonomi, generale e aviatore italiano († 1980)
- 6 febbraio - Magda Donato, giornalista, drammaturga e attrice spagnola († 1966)
- 6 febbraio - Henry Ericsson, artista finlandese († 1933)
- 6 febbraio - Jean Grenier, filosofo e scrittore francese († 1971)
- 6 febbraio - Giuseppe Perrone Capano, politico e avvocato italiano († 1979)
- 6 febbraio - Alex Ponton, velocista canadese († 1949)
- 6 febbraio - Erna Sack, cantante lirica tedesca († 1972)
- 6 febbraio - Melvin Beaunorus Tolson, poeta, educatore e politico statunitense († 1966)
- 6 febbraio - Ruggero Vasari, poeta e pittore italiano († 1968)
- 6 febbraio - Orio Vergani, giornalista, fotografo e scrittore italiano († 1960)
- 7 febbraio - Aniceto Del Massa, scrittore, esoterista e astrologo italiano († 1975)
- 7 febbraio - Hans Krahe, linguista tedesco († 1965)
- 7 febbraio - Valentino Orsolini Cencelli, politico e agronomo italiano († 1971)
- 7 febbraio - Jone Romano, attrice italiana († 1979)
- 8 febbraio - Enrico Anzilotti, diplomatico italiano († 1983)
- 8 febbraio - André Fierens, calciatore belga († 1971)
- 8 febbraio - Guido Pajetta, pittore italiano († 1987)
- 8 febbraio - Felix Weil, sociologo e filantropo argentino († 1975)
- 9 febbraio - Bartine Burkett, attrice statunitense († 1994)
- 9 febbraio - Helene Engelmann, pattinatrice artistica su ghiaccio austriaca († 1985)
- 9 febbraio - Franz Gurk, politico tedesco († 1984)
- 9 febbraio - Steen Eiler Rasmussen, scrittore e architetto danese († 1990)
- 10 febbraio - Bertolt Brecht, drammaturgo, poeta e regista teatrale tedesco († 1956)
- 10 febbraio - Elsa Chauvel, regista e attrice australiana († 1983)
- 10 febbraio - Thornton Freeland, regista e sceneggiatore statunitense († 1987)
- 10 febbraio - Robert Keith, attore statunitense († 1966)
- 10 febbraio - Joseph Kessel, giornalista e scrittore francese († 1979)
- 10 febbraio - Catullo Maffioli, imprenditore e politico italiano († 1989)
- 11 febbraio - Vincenzo Bianco, politico, antifascista e giornalista italiano († 1980)
- 11 febbraio - Édouard Candeveau, canottiere svizzero († 1989)
- 11 febbraio - Émile Pelletier, politico e funzionario francese († 1975)
- 11 febbraio - Pat Spence, tennista sudafricano († 1983)
- 11 febbraio - Leó Szilárd, fisico, inventore e scrittore ungherese († 1964)
- 12 febbraio - Hansi Burg, attrice austriaca († 1975)
- 12 febbraio - Ranieri Bustelli, illusionista italiano († 1974)
- 12 febbraio - Wallace Ford, attore britannico († 1966)
- 12 febbraio - Boško Simonović, calciatore e allenatore di calcio jugoslavo († 1965)
- 12 febbraio - Alberto Tallone, editore e tipografo italiano († 1968)
- 12 febbraio - Sigurd Wathne, calciatore norvegese († 1942)
- 13 febbraio - Aleksandr Antonov, attore sovietico († 1962)
- 13 febbraio - Paul Bourgeois, astronomo belga († 1974)
- 13 febbraio - Carlo di Leiningen, principe tedesco († 1946)
- 13 febbraio - Pietro Giampaoli, incisore e medaglista italiano († 1998)
- 14 febbraio - Aksel Airo, generale e politico finlandese († 1985)
- 14 febbraio - Angela Bambace, sindacalista italiana († 1975)
- 14 febbraio - Valentino Gola, calciatore italiano († 1952)
- 14 febbraio - George Johnson, doppiatore statunitense († 1961)
- 14 febbraio - Eva Novak, attrice statunitense († 1988)
- 14 febbraio - Bill Tilman, alpinista e esploratore britannico († 1977)
- 14 febbraio - Fritz Zwicky, astronomo svizzero († 1974)
- 15 febbraio - Totò, attore, comico e commediografo italiano († 1967)
- 15 febbraio - Hastings Banda, politico malawiano († 1997)
- 15 febbraio - Enrico Cerulli, diplomatico e linguista italiano († 1988)
- 15 febbraio - Masuji Ibuse, scrittore giapponese († 1993)
- 15 febbraio - Hans Rheinfelder, filologo, linguista e critico letterario tedesco († 1971)
- 15 febbraio - Allen Woodring, velocista statunitense († 1982)
- 17 febbraio - Eero Berg, mezzofondista finlandese († 1969)
- 17 febbraio - Alex Hyde, direttore d'orchestra e violinista statunitense († 1956)
- 18 febbraio - Aimé Forest, filosofo francese († 1983)
- 18 febbraio - Carlos Guimarães, calciatore portoghese
- 18 febbraio - Pasquale Marconi, medico e politico italiano († 1972)
- 18 febbraio - Luis Muñoz Marín, poeta, giornalista e politico portoricano († 1980)
- 18 febbraio - Denis Vaucher, sciatore di pattuglia militare svizzero († 1993)
- 19 febbraio - Adolfo Contoli, calciatore, multiplista e ostacolista italiano († 1988)
- 19 febbraio - Saverio Montalto, scrittore italiano († 1977)
- 20 febbraio - Cristiano di Schaumburg-Lippe, principe tedesco († 1974)
- 20 febbraio - Jessica Daves, editrice statunitense († 1974)
- 20 febbraio - Enzo Ferrari, imprenditore, dirigente sportivo e pilota automobilistico italiano († 1988)
- 20 febbraio - Anton Julen, sciatore di pattuglia militare svizzero († 1982)
- 20 febbraio - Semën Davidovič Kirlian, scienziato, inventore e fotografo russo († 1978)
- 20 febbraio - Josef Kürzinger, presbitero tedesco († 1984)
- 20 febbraio - Francisco Matarazzo Sobrinho, mecenate, imprenditore e politico brasiliano († 1977)
- 20 febbraio - Jimmy Yancey, pianista, compositore e cantante statunitense († 1951)
- 21 febbraio - Luciano Gavazzi, militare italiano († 1941)
- 21 febbraio - Ray Moyer, scenografo statunitense († 1986)
- 22 febbraio - Birger Fredrik Motzfeldt, generale norvegese († 1987)
- 22 febbraio - Juan Cilley, calciatore argentino († 1954)
- 22 febbraio - Lajos Dimény, allenatore di calcio ungherese
- 22 febbraio - Karl Koller, generale tedesco († 1951)
- 22 febbraio - Anton de Kom, surinamese († 1945)
- 23 febbraio - Gerald Frank Anderson, compositore di scacchi e diplomatico britannico († 1983)
- 23 febbraio - Francesco Fasola, arcivescovo cattolico italiano († 1988)
- 23 febbraio - Reinhard Herbig, archeologo tedesco († 1961)
- 23 febbraio - Aernout van Lennep, cavaliere olandese († 1974)
- 23 febbraio - Lucy Morton, nuotatrice britannica († 1980)
- 23 febbraio - Adalberto Pazzini, medico e storico italiano († 1975)
- 23 febbraio - Fritz Schnürle, calciatore tedesco († 1937)
- 23 febbraio - Vittorio Zoppi, diplomatico italiano († 1967)
- 24 febbraio - Ezio Coppa, medico e politico italiano († 1969)
- 24 febbraio - Hubert Houben, velocista tedesco († 1956)
- 24 febbraio - Alois Podhajsky, cavaliere austriaco († 1973)
- 24 febbraio - Kurt Tank, ingegnere aeronautico tedesco († 1983)
- 25 febbraio - William Astbury, fisico inglese († 1961)
- 25 febbraio - Fausta Cialente, scrittrice, giornalista e traduttrice italiana († 1994)
- 25 febbraio - Doug Livingstone, allenatore di calcio e calciatore scozzese († 1981)
- 26 febbraio - Konstantin Biebl, poeta ceco († 1951)
- 26 febbraio - Merrill De Maris, fumettista statunitense († 1948)
- 26 febbraio - Aleksander Jabłoński, fisico polacco († 1980)
- 26 febbraio - František Krejčí, calciatore cecoslovacco († 1975)
- 27 febbraio - Marie-Louise Bastié, aviatrice francese († 1952)
- 27 febbraio - Steen Due, hockeista su prato danese († 1974)
- 27 febbraio - Şehzade Ömer Faruk, principe ottomano († 1969)
- 28 febbraio - Fausto Beretta, militare e musicista italiano († 1936)
- 28 febbraio - Hugh O'Flaherty, presbitero irlandese († 1963)
- 28 febbraio - Molly Picon, attrice statunitense († 1992)
- 28 febbraio - Zeki Rıza Sporel, calciatore turco († 1969)
- 28 febbraio - Umberto Rouselle, ammiraglio italiano († 1969)
- 28 febbraio - Zeid bin Hussein, principe iracheno († 1970)

## Marzo(120)
- 1º marzo - Umberto Lilloni, pittore italiano († 1980)
- 1º marzo - Alberto Liuzzi, generale e calciatore italiano († 1937)
- 1º marzo - Ingar Pedersen, calciatore norvegese († 1977)
- 1º marzo - Charlotte Susa, attrice e cantante tedesca († 1976)
- 2 marzo - Hughie Ferguson, calciatore scozzese († 1930)
- 2 marzo - Carlo Vacondio, calciatore italiano († 1943)
- 3 marzo - La Argentinita, ballerina e coreografa spagnola († 1945)
- 3 marzo - Emil Artin, matematico austriaco († 1962)
- 4 marzo - Orazio Bisio, calciatore italiano († 1962)
- 4 marzo - Dora Diamant, insegnante e attrice polacca († 1952)
- 4 marzo - Georges Dumézil, storico delle religioni, linguista e filologo francese († 1986)
- 4 marzo - Flora Foster, attrice statunitense († 1914)
- 4 marzo - Hans Krebs, generale tedesco († 1945)
- 4 marzo - Fortunato La Camera, politico italiano († 1972)
- 4 marzo - Francesco Pennisi, vescovo cattolico italiano († 1974)
- 5 marzo - Gabriel Bouillon, violinista e docente francese († 1984)
- 5 marzo - Ernst-Anton von Krosigk, generale tedesco († 1945)
- 5 marzo - Murray Mendenhall, allenatore di pallacanestro statunitense († 1972)
- 5 marzo - Ada Natali, politica e antifascista italiana († 1990)
- 5 marzo - Misao Okawa, supercentenaria giapponese († 2015)
- 5 marzo - Jan Oosthoek, calciatore olandese († 1973)
- 5 marzo - Ben Selvin, musicista, direttore d'orchestra e produttore discografico statunitense († 1980)
- 5 marzo - Song Meiling, first lady cinese († 2003)
- 5 marzo - Zhou Enlai, politico, rivoluzionario e generale cinese († 1976)
- 6 marzo - María Antonia Bandrés y Elósegui, religiosa spagnola († 1919)
- 6 marzo - Jimmy Conzelman, giocatore di football americano e allenatore di football americano statunitense († 1970)
- 6 marzo - Carmine De Martino, politico, imprenditore e dirigente sportivo italiano († 1963)
- 6 marzo - Therese Giehse, attrice tedesca († 1975)
- 6 marzo - Victoria Kent, avvocata e politica spagnola († 1987)
- 6 marzo - René Lefèvre, attore francese († 1991)
- 6 marzo - Gioacchino Scaduto, politico e giurista italiano († 1979)
- 6 marzo - Maria de Matteis, costumista italiana († 1988)
- 7 marzo - Giuseppe Tommaso Gangale, glottologo, religioso e filosofo italiano († 1978)
- 8 marzo - Aenne Biermann, fotografa tedesca († 1933)
- 8 marzo - Sergio Nicolò De Bellis, pittore italiano († 1946)
- 8 marzo - Theophilus Ebenhaezer Dönges, politico sudafricano († 1968)
- 8 marzo - Georges Gimel, pittore francese († 1962)
- 8 marzo - Renata Seripa, attrice italiana († 1977)
- 9 marzo - Antonio Costa, monaco cristiano e presbitero italiano († 1944)
- 9 marzo - Tudor Collins, fotografo neozelandese († 1970)
- 10 marzo - Dante Bernamonti, sindacalista e politico italiano († 1952)
- 10 marzo - Albert Eschenlohr, calciatore tedesco († 1938)
- 10 marzo - Cy Kendall, attore statunitense († 1953)
- 10 marzo - Peer Krom, calciatore olandese († 1965)
- 10 marzo - Tauno Lappalainen, fondista finlandese († 1973)
- 10 marzo - Wavell Wakefield, rugbista a 15, dirigente sportivo e politico britannico († 1983)
- 11 marzo - Leonardo Cominotto, pittore italiano († 1966)
- 11 marzo - Dorothy Gish, attrice, sceneggiatrice e regista statunitense († 1968)
- 11 marzo - Miff Mole, trombonista e direttore d'orchestra statunitense († 1961)
- 11 marzo - Giuseppe Pasquali, militare italiano († 1941)
- 12 marzo - Amparo Iturbi, pianista e docente spagnola († 1969)
- 12 marzo - Dominique Marie Lê Hữu Cung, vescovo cattolico vietnamita († 1987)
- 12 marzo - Gino Pedroli, fotografo svizzero († 1986)
- 12 marzo - Art Prud'Homme, pugile canadese († 1978)
- 12 marzo - Achille Saitta, scrittore, giornalista e commediografo italiano († 1981)
- 12 marzo - Walter Schimana, militare austriaco († 1948)
- 12 marzo - Tian Han, drammaturgo e poeta cinese († 1968)
- 12 marzo - Lü Wencheng, compositore e musicista cinese († 1981)
- 13 marzo - Henry Hathaway, regista e produttore cinematografico statunitense († 1985)
- 14 marzo - Reginald Marsh, pittore statunitense († 1954)
- 15 marzo - Alessandro Costantinides, pianista italiano († 1979)
- 15 marzo - André-Jean Festugière, religioso, filologo classico e storico delle religioni francese († 1982)
- 15 marzo - Richard Küchen, ingegnere, progettista e imprenditore tedesco († 1974)
- 15 marzo - Icilio Missiroli, saggista, commediografo e politico italiano († 1979)
- 16 marzo - Benedetto di Ponio, chitarrista italiano († 1964)
- 16 marzo - Dutch Lonborg, cestista, giocatore di football americano e allenatore di pallacanestro statunitense († 1985)
- 17 marzo - Jacob Ackeret, fisico svizzero († 1981)
- 17 marzo - Battista Santhià, politico e dirigente d'azienda italiano († 1988)
- 17 marzo - Vespasiano Trigona, nobile e dirigente sportivo italiano († 1973)
- 17 marzo - Yokomitsu Riichi, scrittore giapponese († 1947)
- 18 marzo - Everett Dean, giocatore di baseball, cestista e allenatore di baseball statunitense († 1993)
- 18 marzo - Mike Goodman, hockeista su ghiaccio canadese († 1991)
- 18 marzo - Ottavio Moretti, calciatore italiano († 1933)
- 18 marzo - Lawrence Joseph Shehan, cardinale e arcivescovo cattolico statunitense († 1984)
- 19 marzo - Armando Borgioli, baritono italiano († 1945)
- 19 marzo - Giuseppe Pizzirani, politico italiano
- 19 marzo - Adalberto di Savoia-Genova, generale italiano († 1982)
- 20 marzo - Charles Gairdner, generale britannico († 1983)
- 20 marzo - Luis Palés Matos, scrittore e poeta portoricano († 1959)
- 20 marzo - Henk Tempel, calciatore olandese († 1944)
- 20 marzo - Fulco di Verdura, artista e nobile italiano († 1978)
- 20 marzo - Eduard Wiiralt, pittore estone († 1954)
- 21 marzo - Luigi Bacciconi, politico italiano († 1979)
- 21 marzo - Antonio Ghiardello, canottiere italiano († 1992)
- 22 marzo - Eugenio Dupré Theseider, storico italiano († 1975)
- 22 marzo - Felice Felicioni, politico italiano († 1982)
- 22 marzo - Domingo Lombardi, arbitro di calcio uruguaiano († 1971)
- 23 marzo - Louis Adamic, scrittore e giornalista sloveno († 1951)
- 23 marzo - Erich Bey, ammiraglio tedesco († 1943)
- 23 marzo - Nalini Bala Devi, scrittrice e poetessa indiana († 1977)
- 23 marzo - Ado Kraemer, compositore di scacchi e enologo tedesco († 1972)
- 24 marzo - Juan de Garchitorena, calciatore e attore filippino († 1983)
- 24 marzo - Tullo Gramantieri, scrittore, poeta e regista italiano
- 24 marzo - Berthold Maack, generale tedesco († 1981)
- 24 marzo - Antonio Mambriani, matematico italiano († 1989)
- 24 marzo - Miguel Murillo, calciatore boliviano († 1968)
- 25 marzo - Fritz Gosslau, ingegnere tedesco († 1965)
- 25 marzo - Einar Landvik, combinatista nordico norvegese († 1993)
- 26 marzo - Lucien Choury, pistard francese († 1987)
- 26 marzo - Leo Dannin, calciatore danese († 1971)
- 26 marzo - Conrad Engelhardt, ammiraglio tedesco († 1973)
- 26 marzo - Renzo Massarani, compositore italiano († 1975)
- 26 marzo - Paul Schmidt, ingegnere e inventore tedesco († 1976)
- 26 marzo - Bernhard Ultsch, aviatore tedesco
- 27 marzo - Titina De Filippo, attrice, drammaturga e sceneggiatrice italiana († 1963)
- 27 marzo - Norma Koch, costumista statunitense († 1979)
- 27 marzo - Josef Müller, politico tedesco († 1979)
- 28 marzo - László Fodor, commediografo e giornalista ungherese († 1978)
- 28 marzo - Anton Kugler, calciatore tedesco († 1962)
- 28 marzo - Ferdinando Rosati, politico italiano († 1938)
- 29 marzo - Fritz Bache, calciatore tedesco († 1959)
- 29 marzo - Rudolf Dassler, imprenditore tedesco († 1974)
- 29 marzo - Cecil Arthur Lewis, aviatore e sceneggiatore inglese († 1997)
- 29 marzo - Pier Carlo Restagno, banchiere, dirigente d'azienda e politico italiano († 1966)
- 30 marzo - Horace Brown, mezzofondista statunitense († 1983)
- 30 marzo - Gaetano Chiarini, politico italiano († 1953)
- 30 marzo - Angelo Fabbri, calciatore italiano
- 30 marzo - Joyce Carey, attrice inglese († 1993)
- 31 marzo - Giuseppe Norsa, calciatore italiano († 1982)
- 31 marzo - Giacomo Noventa, poeta, saggista e letterato italiano († 1960)

## Aprile(119)
- 1º aprile - Roger Bastide, sociologo e antropologo francese († 1974)
- 1º aprile - Pau Gayraud, scrittore francese († 1994)
- 1º aprile - Pierluigi La Terza, diplomatico e giurista italiano
- 1º aprile - Rocco Lazazzera, militare italiano († 1941)
- 1º aprile - Charles Midgley Maud, aviatore inglese († 1974)
- 1º aprile - William James Sidis, statunitense († 1944)
- 2 aprile - Earl Duvall, fumettista statunitense († 1969)
- 3 aprile - Katherine Esau, botanica tedesca († 1997)
- 3 aprile - Michel de Ghelderode, drammaturgo e scrittore belga († 1962)
- 3 aprile - George Jessel, attore, cantante e produttore cinematografico statunitense († 1981)
- 3 aprile - Henry Robinson Luce, giornalista e editore statunitense († 1967)
- 3 aprile - Vilho Pekkala, lottatore finlandese († 1974)
- 3 aprile - Rolf Semb-Thorstvedt, calciatore norvegese († 1972)
- 4 aprile - Agnes Ayres, attrice statunitense († 1940)
- 4 aprile - Luigi Corsi, marinaio e militare italiano († 1941)
- 4 aprile - Lamberto De Bernardi, militare italiano († 1917)
- 4 aprile - Antonio Juantegui, calciatore spagnolo († 1966)
- 5 aprile - Dutch Dehnert, cestista e allenatore di pallacanestro statunitense († 1979)
- 5 aprile - August Frank, funzionario tedesco († 1984)
- 5 aprile - Leonida Repaci, scrittore, saggista e poeta italiano († 1985)
- 6 aprile - Jeanne Hébuterne, pittrice francese († 1920)
- 6 aprile - Ottorino Ravani, calciatore italiano († 1963)
- 7 aprile - Alexander Baring, VI barone Ashburton, politico inglese († 1991)
- 7 aprile - Domenico Mordini, velista italiano († 1948)
- 7 aprile - Carlo Trabucco, giornalista, scrittore e politico italiano († 1979)
- 7 aprile - Jacob Tullin Thams, saltatore con gli sci e velista norvegese († 1954)
- 8 aprile - Maurice Bowra, critico letterario e filologo inglese († 1971)
- 8 aprile - Luigi Cortile, militare e partigiano italiano († 1945)
- 8 aprile - Teresa Neumann, mistica e veggente tedesca († 1962)
- 8 aprile - Kurt Pichler, calciatore tedesco († 1947)
- 8 aprile - Fritzi Ridgeway, attrice statunitense († 1961)
- 8 aprile - Giuseppe Samonà, architetto, urbanista e politico italiano († 1983)
- 8 aprile - Achille Van Acker, politico belga († 1975)
- 9 aprile - Curly Lambeau, allenatore di football americano e giocatore di football americano statunitense († 1965)
- 9 aprile - Martinho Oliveira, calciatore portoghese († 1987)
- 9 aprile - Julius Patzak, tenore austriaco († 1974)
- 9 aprile - Paul Robeson, attore e cantante statunitense († 1976)
- 10 aprile - Matvej Davydovič Berman, politico sovietico († 1939)
- 10 aprile - Jacques Coutrot, schermidore francese († 1965)
- 10 aprile - Alfonso De Giovine, politico italiano († 1966)
- 10 aprile - Pierre Marcel Lemoigne, ingegnere e aviatore francese († 1985)
- 10 aprile - Ettore Troilo, patriota, prefetto e antifascista italiano († 1974)
- 11 aprile - Antonio Curina, politico e partigiano italiano († 1974)
- 11 aprile - Frans de Vreng, pistard olandese († 1974)
- 12 aprile - Angelo Del Bon, pittore italiano († 1952)
- 12 aprile - Eleanor Glueck, criminologa statunitense († 1972)
- 12 aprile - Clare Leighton, artista statunitense († 1989)
- 12 aprile - John L. McMillan, politico statunitense († 1979)
- 12 aprile - Lily Pons, soprano francese († 1976)
- 12 aprile - Ferruccio Valobra, partigiano e antifascista italiano († 1944)
- 13 aprile - Nicolae Bonciocat, calciatore rumeno († 1967)
- 13 aprile - Philip Mangano, mafioso italiano († 1951)
- 13 aprile - Thomas Willoughby Winterton, generale britannico († 1987)
- 14 aprile - Harold Stephen Black, ingegnere statunitense († 1983)
- 14 aprile - Augusto Chiecchi, calciatore italiano
- 14 aprile - Edoardo Clerici, avvocato e politico italiano († 1975)
- 14 aprile - Giovanni Saccenti, attore e doppiatore italiano
- 14 aprile - Lee Tracy, attore statunitense († 1968)
- 14 aprile - Georgi Trajkov, politico bulgaro († 1975)
- 15 aprile - Giuseppe Cacciò, imprenditore italiano († 1986)
- 15 aprile - Theodore Carpenter, trombettista e cantante statunitense († 1975)
- 15 aprile - Ibrahim Ismail Chundrigar, politico pakistano († 1960)
- 15 aprile - Harry Edward, velocista britannico († 1973)
- 16 aprile - Romain Baron, scrittore francese († 1985)
- 16 aprile - Carlos Branco, canottiere e pallanuotista brasiliano († 1972)
- 16 aprile - Hellmuth Kneser, matematico tedesco († 1973)
- 17 aprile - Benedetto De Lisi, scultore e artigiano italiano († 1967)
- 17 aprile - Felice Vischioni, politico italiano († 1992)
- 18 aprile - Alfio Fallica, architetto e scultore italiano († 1971)
- 18 aprile - Eduardo Gonzalez Gallarza, militare e aviatore spagnolo († 1986)
- 18 aprile - Piero Redaelli, anatomista e patologo italiano († 1955)
- 18 aprile - Josef Weber, calciatore tedesco († 1970)
- 19 aprile - Ottavio Baussano, pittore e scenografo italiano († 1970)
- 19 aprile - Constance Talmadge, attrice statunitense († 1973)
- 20 aprile - Emmanuel Bove, scrittore francese († 1945)
- 20 aprile - Sidney Lanfield, regista, musicista e cabarettista statunitense († 1993)
- 21 aprile - Giovanni Giuseppe Bonzi, presbitero e teologo italiano († 1969)
- 21 aprile - Otto Brunner, storico e giurista austriaco († 1982)
- 21 aprile - Walter Forde, attore, sceneggiatore e regista britannico († 1984)
- 21 aprile - Aldo Gabrielli, grammatico, linguista e lessicografo italiano († 1978)
- 21 aprile - Eero Lehtonen, multiplista finlandese († 1959)
- 21 aprile - Steve Owen, allenatore di football americano e giocatore di football americano statunitense († 1964)
- 21 aprile - Maurice Wilson, militare e aviatore britannico († 1934)
- 22 aprile - Luigi Poggetti, calciatore italiano
- 23 aprile - Edwin Erich Dwinger, scrittore e militare tedesco († 1981)
- 23 aprile - Ernest Laszlo, direttore della fotografia ungherese († 1984)
- 23 aprile - Valentín Paz-Andrade, poeta, scrittore e politico spagnolo († 1987)
- 24 aprile - Andy Cooper, giocatore di baseball statunitense († 1941)
- 24 aprile - Kishi Yoshiyuki, ammiraglio giapponese († 1944)
- 24 aprile - Anatolij Ktorov, attore sovietico († 1980)
- 24 aprile - René Leduc, ingegnere aeronautico francese († 1968)
- 24 aprile - Augusto Renzini, militare italiano († 1944)
- 24 aprile - Fratelli Varian, ingegnere, inventore e aviatore statunitense († 1959)
- 24 aprile - Luigi Vercelli, calciatore italiano († 1972)
- 25 aprile - Raffaele Cantarella, grecista, filologo classico e bizantinista italiano († 1977)
- 25 aprile - Eduard Krčma, calciatore cecoslovacco († 1960)
- 25 aprile - Stefanija Ivanivna Turkevyč-Lukijanovyč, compositrice, pianista e musicologa ucraina († 1977)
- 26 aprile - Vicente Aleixandre, poeta spagnolo († 1984)
- 26 aprile - John Grierson, produttore cinematografico, critico cinematografico e regista britannico († 1972)
- 26 aprile - William Ogilvy Kermack, biochimico scozzese († 1970)
- 26 aprile - Tomu Uchida, regista giapponese († 1970)
- 26 aprile - Carlo Zanoletti, pittore italiano († 1981)
- 27 aprile - Alf Baker, calciatore inglese († 1955)
- 27 aprile - Ludwig Bemelmans, scrittore e pittore tedesco († 1962)
- 28 aprile - Nicola De Pirro, dirigente pubblico e giornalista italiano († 1979)
- 28 aprile - Dimităr Ganev, politico bulgaro († 1964)
- 28 aprile - Giustino Valmarana, politico italiano († 1977)
- 29 aprile - Adele Comandini, sceneggiatrice statunitense († 1987)
- 29 aprile - Gerhard Feyerabend, generale tedesco († 1965)
- 29 aprile - August Hirt, medico tedesco († 1945)
- 29 aprile - Christian Juhl, ginnasta danese († 1962)
- 29 aprile - Georges Michel, calciatore belga († 1928)
- 29 aprile - Mario Riccio, politico e avvocato italiano († 1979)
- 30 aprile - Antonio Cabiati, calciatore italiano († 1954)
- 30 aprile - Arturo De Vecchi, schermidore italiano († 1988)
- 30 aprile - Albrecht Höhler, antifascista tedesco († 1933)
- 30 aprile - Johan Richthoff, lottatore svedese († 1983)
- 30 aprile - Mario Ronchetti, calciatore italiano
- 30 aprile - Luigi Zanoni, politico italiano († 1958)

## Maggio(123)
- 1º maggio - William Hirigoyen, rugbista a 15, bobbista e skeletonista francese († 1962)
- 1º maggio - Władysław Goral, vescovo cattolico polacco († 1945)
- 1º maggio - Giovanni Battista Pighi, latinista e poeta italiano († 1978)
- 1º maggio - Giuseppe Porcheddu, illustratore, ceramista e pittore italiano († 1947)
- 1º maggio - Alfred Schmidt, sollevatore estone († 1972)
- 1º maggio - Henry DeWolf Smyth, fisico, dirigente pubblico e diplomatico statunitense († 1986)
- 1º maggio - Gleb Struve, scrittore, saggista e critico letterario russo († 1985)
- 1º maggio - David Tobey, cestista, allenatore di pallacanestro e arbitro di pallacanestro statunitense († 1988)
- 2 maggio - Rinaldo Barlassina, arbitro di calcio italiano († 1946)
- 2 maggio - Reino Ragnar Lehto, politico e funzionario finlandese († 1966)
- 2 maggio - Jean de Marco, scultore italiano († 1990)
- 3 maggio - Antoine Balpêtré, attore francese († 1963)
- 3 maggio - Golda Meir, politica israeliana († 1978)
- 3 maggio - Hans von der Mosel, generale tedesco († 1969)
- 4 maggio - María Corda, attrice ungherese († 1975)
- 4 maggio - Umberto Zimelli, scenografo, illustratore e pittore italiano († 1972)
- 5 maggio - George Ashmore, calciatore inglese († 1973)
- 5 maggio - Lise Deharme, scrittrice francese († 1980)
- 5 maggio - Max Houben, bobbista, calciatore e velocista belga († 1949)
- 5 maggio - Gino Maggioni, architetto italiano († 1955)
- 5 maggio - Natale Montillo, regista, sceneggiatore e attore italiano († 1965)
- 5 maggio - Italo Rossi, allenatore di calcio e calciatore italiano († 1978)
- 5 maggio - Hans Heinrich von Twardowski, attore tedesco († 1958)
- 5 maggio - Pio Veronese, avvocato e calciatore italiano († 1973)
- 6 maggio - Francisco Bores, pittore spagnolo († 1972)
- 6 maggio - Manlio De Pisa, militare e marinaio italiano († 1991)
- 6 maggio - Konrad Henlein, avvocato e politico tedesco († 1945)
- 6 maggio - Jascha Horenstein, direttore d'orchestra statunitense († 1973)
- 6 maggio - Robert Piguet, stilista e profumiere svizzero († 1953)
- 7 maggio - Otto Hitzfeld, generale tedesco († 1990)
- 7 maggio - Juan Touzón, avvocato spagnolo († 1972)
- 8 maggio - Galileo Emendabili, scultore italiano († 1974)
- 8 maggio - Ugo Fedeli, anarchico e antifascista italiano († 1964)
- 8 maggio - Vera Chapman, scrittrice britannica († 1996)
- 8 maggio - Alphonse Gemuseus, cavaliere svizzero († 1981)
- 8 maggio - Alojzije Viktor Stepinac, cardinale e arcivescovo cattolico croato († 1960)
- 9 maggio - Giuseppe Giuliano Allegra, politico e avvocato italiano († 1956)
- 9 maggio - Arend Heyting, matematico e logico olandese († 1980)
- 9 maggio - Arturo Lazoli, calciatore italiano († 1976)
- 9 maggio - Edith Meiser, attrice e librettista statunitense († 1993)
- 10 maggio - Ada Blackjack, esploratrice statunitense († 1983)
- 10 maggio - Domenico Casella, agronomo italiano († 1978)
- 10 maggio - Roy Coffin, hockeista su prato statunitense († 1982)
- 10 maggio - Ariel Durant, scrittrice russa († 1981)
- 10 maggio - Luigi Facelli, ostacolista e velocista italiano († 1991)
- 10 maggio - Bernhard Ueberschär, generale tedesco († 1974)
- 10 maggio - Giacomo Violardo, cardinale italiano († 1978)
- 11 maggio - Ivo Fiorentini, allenatore di calcio italiano († 1992)
- 11 maggio - Hans Fleischmann, calciatore tedesco († 1978)
- 11 maggio - Luigi Gallotta, fotografo italiano († 1995)
- 11 maggio - Olga Solbelli, attrice italiana († 1976)
- 12 maggio - Bruno Castiglioni, geografo italiano († 1945)
- 12 maggio - Julian Gumperz, sociologo tedesco († 1972)
- 12 maggio - Everett Shelton, cestista, giocatore di football americano e giocatore di baseball statunitense († 1974)
- 12 maggio - Paul Tournier, medico e scrittore svizzero († 1986)
- 12 maggio - Eduardo Zumpano, politico italiano († 1954)
- 13 maggio - Guglielmo Barbini, incisore italiano († 1999)
- 13 maggio - Ernő Erbstein, calciatore e allenatore di calcio ungherese († 1949)
- 13 maggio - Fridrich Markovič Ėrmler, regista sovietico († 1967)
- 13 maggio - Hisamuddin di Selangor, sovrano malese († 1960)
- 13 maggio - Giuseppe Ianigro, attore italiano († 1984)
- 13 maggio - Justin Tuveri, militare italiano († 2007)
- 14 maggio - Josef Adolf, combinatista nordico cecoslovacco († 1951)
- 14 maggio - Oscar Saccorotti, pittore, incisore e decoratore italiano († 1986)
- 14 maggio - Zutty Singleton, batterista statunitense († 1975)
- 15 maggio - Arletty, attrice francese († 1992)
- 15 maggio - Gigi Chessa, pittore e scenografo italiano († 1935)
- 15 maggio - Harald Finstad, calciatore norvegese († 1992)
- 15 maggio - Henri Padou, nuotatore e pallanuotista francese († 1981)
- 15 maggio - Kurt Schupke, militare tedesco († 1948)
- 16 maggio - Jean Fautrier, pittore e scultore francese († 1964)
- 16 maggio - Giovanni della Vergine del Castellar, religioso spagnolo († 1936)
- 16 maggio - Marcel Griaule, etnologo francese († 1956)
- 16 maggio - Lou Hudson, hockeista su ghiaccio canadese († 1975)
- 16 maggio - Massimo Invrea, militare e politico italiano († 1976)
- 16 maggio - Desanka Maksimović, poetessa serba († 1993)
- 16 maggio - Kenji Mizoguchi, regista giapponese († 1956)
- 16 maggio - Guido Rampini, militare e partigiano italiano († 1945)
- 17 maggio - Carl Hansen, calciatore danese († 1978)
- 17 maggio - Karl Mauss, generale tedesco († 1959)
- 19 maggio - Julius Evola, filosofo, pittore e poeta italiano († 1974)
- 19 maggio - Aldo Mairano, imprenditore e dirigente sportivo italiano († 1991)
- 20 maggio - Vincenzo Collura, mafioso italiano († 1957)
- 20 maggio - Joseph Murphy, religioso irlandese († 1981)
- 21 maggio - Eusebio Díaz, calciatore paraguaiano († 1959)
- 21 maggio - Charly Fasel, hockeista su ghiaccio svizzero († 1984)
- 21 maggio - Armand Hammer, imprenditore statunitense († 1990)
- 21 maggio - Carl Johnson, lunghista statunitense († 1932)
- 21 maggio - Glen MacWilliams, direttore della fotografia statunitense († 1984)
- 21 maggio - Arthur Suhle, numismatico tedesco († 1974)
- 22 maggio - Alfredo Acito, filosofo italiano († 1953)
- 22 maggio - Nicola De Francesco, scultore e ceramista italiano († 1991)
- 22 maggio - Lucy Doraine, attrice e produttrice cinematografica ungherese († 1989)
- 22 maggio - Sijtse Jansma, tiratore di fune olandese († 1977)
- 22 maggio - Rito Selvaggi, compositore, direttore d'orchestra e pianista italiano († 1972)
- 22 maggio - Ethel Shannon, attrice statunitense († 1951)
- 23 maggio - Karl Fochler, attore austriaco († 1982)
- 23 maggio - Frank McHugh, attore statunitense († 1981)
- 23 maggio - Scott O'Dell, scrittore statunitense († 1989)
- 23 maggio - Josef Terboven, politico tedesco († 1945)
- 24 maggio - Stanisław Batavia, criminologo polacco († 1980)
- 24 maggio - José Maria Ferreira de Castro, scrittore portoghese († 1974)
- 24 maggio - Cesare Nielsen, medico e entomologo italiano († 1984)
- 24 maggio - Helen Brooke Taussig, cardiologa statunitense († 1986)
- 25 maggio - Robert Aron, scrittore, storico e saggista francese († 1975)
- 25 maggio - Harry Broos, velocista olandese († 1954)
- 25 maggio - Bennett Cerf, scrittore e curatore editoriale statunitense († 1971)
- 25 maggio - Gustav Regler, scrittore tedesco († 1963)
- 26 maggio - Harold Wolff, medico e neurologo statunitense († 1962)
- 27 maggio - Siro Contri, filosofo e storico della filosofia italiano († 1969)
- 27 maggio - Lee Garmes, direttore della fotografia statunitense († 1978)
- 28 maggio - Giovanni Corvi, antifascista italiano († 1944)
- 28 maggio - Andy Kirk, sassofonista statunitense († 1992)
- 28 maggio - Saul Lieberman, rabbino e insegnante israeliano († 1983)
- 28 maggio - Oscar Supino, ingegnere, inventore e saggista italiano († 1989)
- 28 maggio - Jakov Isaakovič Urinov, regista cinematografico e attore sovietico († 1976)
- 29 maggio - Philip J. Philbin, politico statunitense († 1972)
- 30 maggio - Cyril Gardner, attore, montatore e regista francese († 1942)
- 30 maggio - Adolfo Heisinger, calciatore argentino († 1976)
- 30 maggio - Ruggero Alfredo Michahelles, pittore e scultore italiano († 1976)
- 31 maggio - Milan Aćimović, politico serbo († 1945)
- 31 maggio - Norman Vincent Peale, pastore protestante e scrittore statunitense († 1993)
- 31 maggio - Lance Royle, velocista britannico († 1978)

## Giugno(93)
- 1º giugno - Dina Bertoni Jovine, scrittrice, giornalista e pedagogista italiana († 1970)
- 1º giugno - Doro Levi, archeologo e storico dell'arte italiano († 1991)
- 1º giugno - Lajos Politzer, allenatore di calcio e calciatore ungherese († 1962)
- 1º giugno - Curtis Stevens, bobbista statunitense († 1979)
- 2 giugno - Verenin Grazia, sindacalista, partigiano e politico italiano († 1972)
- 2 giugno - Ichirō Kōno, politico giapponese († 1965)
- 3 giugno - Rosa Chacel, scrittrice spagnola († 1994)
- 3 giugno - Henri Wernli, lottatore svizzero († 1961)
- 4 giugno - Harry Crosby, poeta e editore statunitense († 1929)
- 4 giugno - Renzo Pezzani, poeta e scrittore italiano († 1951)
- 5 giugno - Salvatore Ferragamo, stilista e imprenditore italiano († 1960)
- 5 giugno - Federico García Lorca, poeta, drammaturgo e regista teatrale spagnolo († 1936)
- 5 giugno - Robert Tocquet, parapsicologo, docente e scrittore francese († 1993)
- 6 giugno - Walter Abel, attore statunitense († 1987)
- 6 giugno - Giuseppe Beratto, politico italiano († 1967)
- 6 giugno - Ninette de Valois, ballerina e coreografa irlandese († 2001)
- 6 giugno - Jacobus Johannes Fouché, politico sudafricano († 1980)
- 6 giugno - Domingo Gómez-Acedo, calciatore spagnolo († 1980)
- 6 giugno - Adalberto Mariano, ammiraglio, navigatore e esploratore italiano († 1972)
- 7 giugno - Rita Boley Bolaffio, artista italiana († 1995)
- 7 giugno - Adone Del Cima, militare e marinaio italiano († 1943)
- 7 giugno - Girolamo Doni, calciatore italiano († 1958)
- 7 giugno - Plinio Paolini, calciatore italiano
- 8 giugno - Luigi Balduzzi, politico italiano († 1982)
- 8 giugno - Vasile Luca, politico romeno († 1963)
- 9 giugno - Luigi Fagioli, pilota automobilistico italiano († 1952)
- 9 giugno - Franco Garofalo, ammiraglio italiano († 1970)
- 9 giugno - Curzio Malaparte, scrittore, giornalista e militare italiano († 1957)
- 9 giugno - Hans Tetzner, calciatore olandese († 1987)
- 10 giugno - Paul Otto Geibel, generale e poliziotto tedesco († 1966)
- 10 giugno - Umberto Sacco, militare italiano († 1918)
- 10 giugno - Maria Augusta di Anhalt, nobile tedesca († 1983)
- 11 giugno - Fiumicello Fiumicelli, politico e radiologo italiano († 1962)
- 11 giugno - Lionel Penrose, psichiatra e genetista britannico († 1972)
- 11 giugno - Nando Vitali, scrittore, drammaturgo e poeta italiano († 1977)
- 12 giugno - Giuseppe Raggio, calciatore italiano († 1987)
- 12 giugno - Anastasij Andreevič Vonsjackij, politico russo († 1965)
- 13 giugno - Eduard von Borsody, regista, direttore della fotografia e sceneggiatore austriaco († 1970)
- 13 giugno - Arthur Rödl, militare tedesco († 1945)
- 14 giugno - Chris Fridfinnson, hockeista su ghiaccio canadese († 1938)
- 14 giugno - Pier Ugo Gragnani, attore italiano († 1976)
- 14 giugno - Friedrich Hüffmeier, ammiraglio tedesco († 1972)
- 14 giugno - Pëtr Leščenko, cantante russo († 1954)
- 15 giugno - James Lindsay Almond, politico statunitense († 1986)
- 16 giugno - Leonard Howell, predicatore giamaicano († 1981)
- 17 giugno - Maurits Cornelis Escher, incisore olandese († 1972)
- 17 giugno - Desmond Andrew Herbert, botanico australiano († 1976)
- 17 giugno - Torsten Jovinge, pittore e disegnatore svedese († 1936)
- 17 giugno - Harry Patch, militare e supercentenario britannico († 2009)
- 17 giugno - Latife Uşşakî, first lady turca († 1975)
- 18 giugno - Carmelo Goyenechea Urrusolo, calciatore spagnolo († 1984)
- 18 giugno - Muzio Muzii, bibliotecario, fotografo e storico italiano († 1971)
- 18 giugno - Alessandro Tonani, ciclista su strada e pistard italiano († 1938)
- 18 giugno - Dink Trout, attore statunitense († 1950)
- 19 giugno - Juan Bautista Plaza, compositore venezuelano († 1965)
- 19 giugno - Paul Robinson, fumettista statunitense († 1974)
- 20 giugno - Pëtr Nikolaevič Pospelov, politico e storico sovietico († 1979)
- 20 giugno - Betto Tesei, pittore italiano († 1953)
- 21 giugno - Luigi Frausin, politico e partigiano italiano († 1944)
- 21 giugno - Edmund Langley Hirst, chimico inglese († 1975)
- 21 giugno - Aldo Rossi, generale italiano († 1990)
- 21 giugno - Imre Senkey, calciatore e allenatore di calcio ungherese († 1984)
- 21 giugno - Jules Thiry, pallanuotista belga († 1931)
- 22 giugno - Arthur Herbert Copeland, matematico statunitense († 1970)
- 22 giugno - Luigi Monza, presbitero italiano († 1954)
- 22 giugno - Giacomo Prampolini, traduttore, saggista e poeta italiano († 1975)
- 22 giugno - Erich Maria Remarque, scrittore tedesco († 1970)
- 22 giugno - Augusta Luzzato Dina, poetessa, scultrice e filantropa italiana († 1989)
- 23 giugno - Lillian Hall-Davis, attrice inglese († 1933)
- 23 giugno - André Tulard, funzionario francese († 1967)
- 23 giugno - Karl Weinbacher, imprenditore tedesco († 1946)
- 24 giugno - José David Toro Ruilova, militare e politico boliviano († 1977)
- 24 giugno - Gustav Wieser, calciatore e allenatore di calcio austriaco († 1960)
- 25 giugno - Max Ascoli, politologo italiano († 1978)
- 25 giugno - William Jordan, canottiere statunitense († 1968)
- 25 giugno - Kay Sage, pittrice e poetessa statunitense († 1963)
- 26 giugno - Leo Marchiori, pistard italiano († 1949)
- 26 giugno - Willy Messerschmitt, progettista, imprenditore e ingegnere tedesco († 1978)
- 26 giugno - Enrico Teodoro Pigozzi, imprenditore italiano († 1964)
- 26 giugno - Lewis B. Puller, generale statunitense († 1971)
- 26 giugno - Luigi Silvani, calciatore italiano
- 27 giugno - Alja Rachmanova, scrittrice e psicologa russa († 1991)
- 28 giugno - Attilio Del Gobbo, patriota italiano († 1918)
- 28 giugno - Clifford Chilcott, lottatore canadese († 1970)
- 28 giugno - Louis King, regista e attore statunitense († 1962)
- 28 giugno - Odette Myrtil, attrice, cantante e violinista statunitense († 1978)
- 28 giugno - Felice Tantardini, religioso italiano († 1991)
- 29 giugno - Virginio Ghiringhelli, pittore e decoratore italiano († 1964)
- 29 giugno - Joseph Magliocco, mafioso italiano († 1963)
- 29 giugno - Oscar Moccia, funzionario e prefetto italiano († 1976)
- 30 giugno - George Chandler, attore statunitense († 1985)
- 30 giugno - Silvio Dal Corso, calciatore italiano
- 30 giugno - Alfredo Duhalde Vásquez, politico cileno († 1985)

## Luglio(116)
- 2 luglio - Hugh Latimer Dryden, fisico statunitense († 1965)
- 2 luglio - George Folsey, direttore della fotografia statunitense († 1988)
- 2 luglio - Anthony McAuliffe, generale statunitense († 1975)
- 2 luglio - William Seagrove, mezzofondista britannico († 1980)
- 3 luglio - Georges Bonello, calciatore francese († 1985)
- 3 luglio - Domenico Ciufoli, politico italiano († 1975)
- 3 luglio - Wilhelm Falk, calciatore tedesco († 1961)
- 3 luglio - Stefan Grelewski, presbitero polacco († 1941)
- 3 luglio - Edgar Hoffmann Price, scrittore statunitense († 1988)
- 3 luglio - Fritz Metzger, architetto svizzero († 1973)
- 3 luglio - Giuseppe Padulli, scacchista italiano († 1932)
- 3 luglio - Stefanos Stefanopoulos, politico greco († 1982)
- 3 luglio - Eugenio Szabados, scacchista italiano († 1974)
- 4 luglio - Werner von Bülow, militare tedesco († 1943)
- 4 luglio - Fernando Canestrelli, calciatore italiano († 1957)
- 4 luglio - Gertrude Lawrence, attrice e cantante britannica († 1952)
- 4 luglio - Gulzarilal Nanda, politico indiano († 1998)
- 4 luglio - Ferdinando Reggiori, architetto, archeologo e restauratore italiano († 1976)
- 4 luglio - Gertrude Weaver, supercentenaria statunitense († 2015)
- 5 luglio - José Luis Benlliure López de Arana, architetto, scultore e pittore spagnolo († 1981)
- 5 luglio - Georgios Grivas, generale e guerrigliero greco († 1974)
- 5 luglio - William Carrall Hilborn, aviatore canadese († 1918)
- 5 luglio - Robert Roth, lottatore svizzero († 1959)
- 6 luglio - Hanns Eisler, compositore austriaco († 1962)
- 6 luglio - Alessandro Rimini, architetto e pittore italiano († 1976)
- 6 luglio - Gustav Ucicky, regista, direttore della fotografia e sceneggiatore austriaco († 1961)
- 7 luglio - Dante Alderighi, pianista, compositore e critico musicale italiano († 1968)
- 7 luglio - Allen Erwin Gant, imprenditore e inventore statunitense († 1972)
- 8 luglio - Ernő Gerő, politico ungherese († 1980)
- 8 luglio - Georgij Ėrichovič Langemak, ingegnere sovietico († 1938)
- 8 luglio - Ruggero Lombardi, politico italiano († 1976)
- 8 luglio - May Picqueray, pacifista e sindacalista francese († 1983)
- 8 luglio - Ivo Soli, scultore italiano († 1979)
- 9 luglio - Edina Altara, illustratrice, decoratrice e pittrice italiana († 1983)
- 9 luglio - Marcel Delannoy, compositore francese († 1962)
- 9 luglio - Petăr Gabrovski, politico bulgaro († 1945)
- 9 luglio - Ferruccio Stefenelli, militare e diplomatico italiano († 1980)
- 9 luglio - Gerard Walschap, scrittore belga († 1989)
- 10 luglio - Giuseppe Bagnera, politico italiano († 1953)
- 10 luglio - Renée Björling, attrice svedese († 1975)
- 11 luglio - E. W. Emo, regista cinematografico austriaco († 1975)
- 11 luglio - François Gangloff, ginnasta francese († 1979)
- 11 luglio - Jean Lardi, calciatore e allenatore di calcio italiano
- 11 luglio - Gustav-Adolf von Nostitz-Wallwitz, generale tedesco († 1945)
- 12 luglio - Augusto Bergamino, calciatore italiano († 1976)
- 12 luglio - Enrique Granados Gal, pallanuotista spagnolo († 1953)
- 12 luglio - Humberto Recanatini, calciatore argentino († 1964)
- 13 luglio - Julius Schreck, generale tedesco († 1936)
- 14 luglio - Happy Chandler, politico e dirigente sportivo statunitense († 1991)
- 14 luglio - Harry Watson, hockeista su ghiaccio canadese († 1957)
- 15 luglio - Marian Chodacki, politico e generale polacco († 1975)
- 15 luglio - Carlo Davies, calciatore italiano
- 15 luglio - Erik Wilén, ostacolista e velocista finlandese († 1982)
- 15 luglio - Henry des Abbayes, botanico francese († 1974)
- 16 luglio - August Eskelinen, fondista e sciatore di pattuglia militare finlandese († 1987)
- 16 luglio - Francesco Maruca, politico e antifascista italiano († 1962)
- 16 luglio - Oscar Veglia, calciatore italiano
- 17 luglio - Berenice Abbott, fotografa statunitense († 1991)
- 17 luglio - Benito Díaz Iraola, calciatore e allenatore di calcio spagnolo († 1990)
- 17 luglio - Albert Heikenwälder, calciatore austriaco († 1953)
- 17 luglio - Adam Krzeptowski, fotografo, regista e attore cinematografico polacco († 1961)
- 18 luglio - Francesco Bonfanti, ingegnere e architetto italiano († 1959)
- 18 luglio - Alberto Giombini, militare, funzionario e vigile del fuoco italiano († 1983)
- 18 luglio - Giuseppe Raimondi, scrittore italiano († 1985)
- 18 luglio - Stasys Razma, calciatore lituano († 1960)
- 19 luglio - Étienne Decroux, attore teatrale e mimo francese († 1991)
- 19 luglio - Nino Equatore, lottatore italiano († 1965)
- 19 luglio - Gino Franzi, architetto italiano († 1971)
- 19 luglio - Herbert Marcuse, filosofo, sociologo e politologo tedesco († 1979)
- 20 luglio - Eugène Beaudouin, architetto e urbanista francese († 1983)
- 20 luglio - Melchiorre Bega, architetto e designer italiano († 1976)
- 20 luglio - Enrique Gómez Muñoz, calciatore spagnolo († 1954)
- 20 luglio - Wolf Hagemann, generale tedesco († 1983)
- 20 luglio - Pedro Zingone, calciatore uruguaiano
- 21 luglio - Sara Carter, musicista statunitense († 1979)
- 21 luglio - William Gibson, allenatore di calcio e calciatore scozzese
- 21 luglio - Josep Sunyol, politico e dirigente sportivo spagnolo († 1936)
- 21 luglio - Tom Whittaker, calciatore e allenatore di calcio inglese († 1956)
- 22 luglio - Stephen Vincent Benét, poeta e scrittore statunitense († 1943)
- 22 luglio - Alexander Calder, scultore statunitense († 1976)
- 22 luglio - Miriam O'Brien Underhill, alpinista, ambientalista e attivista statunitense († 1976)
- 23 luglio - Carlo Augusto di Thurn und Taxis, principe tedesco († 1982)
- 23 luglio - Bengt Djurberg, attore svedese († 1941)
- 23 luglio - Reg Osborne, calciatore inglese († 1977)
- 24 luglio - Giuseppe Alberganti, operaio, sindacalista e antifascista italiano († 1980)
- 24 luglio - Bernard B. Brown, compositore statunitense († 1981)
- 24 luglio - Bjarne Olsen, calciatore norvegese († 1976)
- 24 luglio - Ferdinando Pierazzi, politico italiano († 1937)
- 25 luglio - Charles Arden-Clarke, politico britannico († 1962)
- 25 luglio - Willy Goldberger, direttore della fotografia tedesco († 1961)
- 25 luglio - Arthur Lubin, regista, produttore cinematografico e attore statunitense († 1995)
- 25 luglio - Fedde Schurer, poeta, giornalista e insegnante olandese († 1968)
- 26 luglio - Mario Niccolò Conti, storico, linguista e saggista italiano († 1988)
- 26 luglio - Günther Korten, generale tedesco († 1944)
- 26 luglio - Frank Sullivan, hockeista su ghiaccio canadese († 1989)
- 26 luglio - Eraldo Vedda, dirigente sportivo e arbitro di calcio italiano († 1982)
- 27 luglio - Renato Balestrero, pilota automobilistico italiano († 1948)
- 27 luglio - Concha Méndez, poetessa spagnola († 1986)
- 28 luglio - Lawrence Gray, attore e cantante statunitense († 1970)
- 28 luglio - Edward Lawry Norton, ingegnere statunitense († 1983)
- 29 luglio - Anthony John Arkell, archeologo, storico e egittologo britannico († 1980)
- 29 luglio - Enghel Barbieri, calciatore italiano († 1973)
- 29 luglio - Isidor Isaac Rabi, fisico statunitense († 1988)
- 29 luglio - Pierre Seyler, calciatore francese († 1943)
- 30 luglio - Friedl Dicker-Brandeis, artista e insegnante austriaca († 1944)
- 30 luglio - Nikolaj Jakovlevič Jut Zolotov, scrittore, etnologo e critico letterario russo († 1967)
- 30 luglio - Henryk Roycewicz, militare e cavaliere polacco († 1990)
- 30 luglio - Enzo Mainardi, poeta e pittore italiano († 1983)
- 30 luglio - Charles Butler McVay III, ammiraglio statunitense († 1968)
- 30 luglio - Henry Moore, scultore e pittore inglese († 1986)
- 30 luglio - Juan Puig Elias, anarchico, pedagogista e politico spagnolo († 1972)
- 31 luglio - Alberto Augusto, calciatore portoghese († 1973)
- 31 luglio - Ken Harris, animatore e regista statunitense († 1982)
- 31 luglio - Horst von Mellenthin, generale tedesco († 1977)
- 31 luglio - Henri Navarre, generale e scrittore francese († 1983)
- 31 luglio - Doris Zinkeisen, costumista britannica († 1991)

## Agosto(125)
- 1º agosto - Alberto Acquacalda, militare e attivista italiano († 1921)
- 1º agosto - Gérard Delbeke, calciatore e allenatore di calcio belga († 1984)
- 1º agosto - Pearl Eaton, attrice e ballerina statunitense († 1958)
- 1º agosto - Stepan Kajukov, attore sovietico († 1960)
- 1º agosto - Mario Radice, pittore italiano († 1987)
- 1º agosto - Morris Stoloff, compositore statunitense († 1980)
- 1º agosto - Thomas Wilkinson, militare britannico († 1942)
- 2 agosto - Armando Fragna, musicista e compositore italiano († 1972)
- 2 agosto - Karolina Kózka, polacca († 1914)
- 2 agosto - Ernő Nagy, schermidore ungherese († 1977)
- 2 agosto - Giovanni Petrucci, politico italiano († 1977)
- 3 agosto - Ildebrando Antoniutti, cardinale e arcivescovo cattolico italiano († 1974)
- 3 agosto - Gianlorenzo Centi Colella, politico italiano
- 3 agosto - Padre Adam, monaco cristiano tedesco († 1996)
- 3 agosto - Otto Preißecker, pattinatore artistico su ghiaccio austriaco († 1963)
- 4 agosto - Ernesto Maserati, pilota automobilistico, ingegnere e imprenditore italiano († 1975)
- 4 agosto - Giuseppe Steiner, politico, scrittore e avvocato italiano († 1964)
- 5 agosto - Jean Van den Bosch, ciclista su strada e pistard belga († 1981)
- 5 agosto - Albert Courquin, calciatore francese († 1940)
- 5 agosto - Lewis R. Foster, regista e sceneggiatore statunitense († 1974)
- 5 agosto - Vasilij Ivanovič Lebedev-Kumač, poeta, paroliere e politico sovietico († 1949)
- 5 agosto - Francesco Monaco, vescovo cattolico italiano († 1986)
- 5 agosto - Armand Schaefer, produttore cinematografico e regista canadese († 1967)
- 5 agosto - Piero Sraffa, economista italiano († 1983)
- 6 agosto - Fritz Dietrich, militare tedesco († 1948)
- 6 agosto - Doug Lewis, pugile canadese († 1981)
- 6 agosto - Guido Messeri, ciclista su strada italiano († 1972)
- 6 agosto - Fritz Nallinger, ingegnere tedesco († 1984)
- 6 agosto - Armando Nisti, rugbista a 15 e allenatore di hockey su prato italiano († 1972)
- 6 agosto - Peppino Spadaro, attore italiano († 1950)
- 7 agosto - Luigi Benedetti, politico italiano († 1962)
- 7 agosto - Francesco Carnevalini, militare italiano († 1936)
- 7 agosto - Tito Legrenzi, calciatore italiano
- 8 agosto - Paul Belmondo, scultore francese († 1982)
- 8 agosto - Theodor Brinek, allenatore di calcio e calciatore austriaco († 1974)
- 8 agosto - Erwin Kern, militare e assassino tedesco († 1922)
- 8 agosto - Lino Lolla, calciatore italiano
- 8 agosto - Costante Longhi, calciatore italiano
- 9 agosto - Giuseppe Avenanti, militare e funzionario italiano († 1943)
- 9 agosto - Secondo Bologna, vescovo cattolico italiano († 1943)
- 9 agosto - Václav Hallinger, calciatore cecoslovacco († 1936)
- 9 agosto - Amy Nimr, pittrice egiziana († 1974)
- 10 agosto - Leyla Açba, principessa e scrittrice abcasa († 1931)
- 10 agosto - Tavrion Batozskij, monaco cristiano, presbitero e religioso russo († 1978)
- 10 agosto - Tadeusz Dołęga-Mostowicz, scrittore e giornalista polacco († 1939)
- 10 agosto - Aurel Guga, calciatore serbo († 1936)
- 10 agosto - Jack Haley, attore statunitense († 1979)
- 10 agosto - Vincenzo Zerboglio, militare italiano († 1918)
- 11 agosto - Giuseppina Cobelli, soprano italiano († 1948)
- 12 agosto - Karl Auer, calciatore tedesco († 1945)
- 12 agosto - Robert Emery, velocista statunitense († 1934)
- 12 agosto - Oskar Homolka, attore austriaco († 1978)
- 12 agosto - Aleksandr Gavrilovič Ivanov, regista cinematografico sovietico († 1984)
- 12 agosto - Marija Klënova, geologa russa († 1976)
- 13 agosto - Aziz Abazah, poeta egiziano († 1973)
- 13 agosto - Aacharya Atre, drammaturgo e scrittore indiano († 1969)
- 13 agosto - Jean Borotra, tennista, politico e imprenditore francese († 1994)
- 13 agosto - Diego de Sterlich Aliprandi, pilota automobilistico e imprenditore italiano († 1976)
- 13 agosto - Regis Toomey, attore statunitense († 1991)
- 14 agosto - Ana Julia Duque Heckner, religiosa colombiana († 1993)
- 14 agosto - Ernst Kyburz, lottatore svizzero († 1983)
- 14 agosto - Charlotte Oelschlägel, pattinatrice artistica su ghiaccio e attrice tedesca († 1984)
- 16 agosto - Gregor Adlercreutz, cavaliere svedese († 1944)
- 16 agosto - Josef Henselmann, scultore tedesco († 1987)
- 16 agosto - Kurts Plade, calciatore lettone († 1945)
- 16 agosto - Jean Vallette d'Osia, militare e partigiano francese († 2000)
- 16 agosto - Dino Villani, pubblicitario, pittore e grafico italiano († 1989)
- 17 agosto - Leon Hefflin Sr., imprenditore, dirigente d'azienda e manager statunitense († 1975)
- 17 agosto - Albert Sauer, militare tedesco († 1945)
- 17 agosto - Georg Schumann, calciatore tedesco († 1959)
- 17 agosto - Matvej Vasil'evič Zacharov, generale sovietico († 1972)
- 18 agosto - Robert Gould Shaw III, socialite statunitense († 1970)
- 19 agosto - Eleanor Boardman, attrice statunitense († 1991)
- 19 agosto - Louise Lagrange, attrice francese († 1979)
- 19 agosto - Carlo Pareschi, politico italiano († 1944)
- 19 agosto - Gerhard Storz, pedagogo, politico e scrittore tedesco († 1983)
- 19 agosto - Cleto Tomba, scultore e disegnatore italiano († 1987)
- 20 agosto - Paola Bologna, tennista italiana († 1960)
- 20 agosto - Leopold Infeld, fisico polacco († 1968)
- 20 agosto - Roberto Larraz, schermidore argentino († 1978)
- 20 agosto - Vilhelm Moberg, scrittore, drammaturgo e giornalista svedese († 1973)
- 20 agosto - Julius Schaub, generale tedesco († 1967)
- 21 agosto - John Rittmeister, neurologo e psicoanalista tedesco († 1943)
- 22 agosto - Arconovaldo Bonacorsi, generale italiano († 1962)
- 22 agosto - Tito Chini, pittore e decoratore italiano († 1947)
- 22 agosto - Lea D'Avanzo, scultrice italiana († 1975)
- 22 agosto - Omer Huyse, ciclista su strada belga († 1985)
- 22 agosto - Emilio Lavagnino, storico dell'arte e critico d'arte italiano († 1963)
- 22 agosto - Dmitrij Nikolaevič Medvedev, militare sovietico († 1954)
- 22 agosto - Enrico Mirti della Valle, militare italiano († 1968)
- 22 agosto - Jaroslav Černý, egittologo ceco († 1970)
- 23 agosto - Delfino Borroni, militare e supercentenario italiano († 2008)
- 23 agosto - Cynthia Curzon, politica inglese († 1933)
- 23 agosto - Joop van Hulzen, attore olandese († 1971)
- 23 agosto - Nanda Primavera, attrice e cantante italiana († 1995)
- 24 agosto - Esther Carena, attrice e costumista tedesca († 1972)
- 24 agosto - Augusto Černigoj, pittore sloveno († 1985)
- 24 agosto - Fred Rose, cantautore statunitense († 1954)
- 25 agosto - Latino Galasso, canottiere italiano († 1949)
- 25 agosto - Giovanni Battista Giorgini, imprenditore italiano († 1971)
- 25 agosto - Helmut Hasse, matematico tedesco († 1979)
- 25 agosto - Dino Lilli, architetto italiano († 1971)
- 25 agosto - Van Nest Polglase, scenografo statunitense († 1968)
- 25 agosto - Georg Rickhey, ingegnere tedesco († 1966)
- 26 agosto - Clem Beauchamp, attore, regista e produttore cinematografico statunitense († 1992)
- 26 agosto - Jean-Louis Bouquet, scrittore e regista francese († 1978)
- 26 agosto - Peggy Guggenheim, collezionista d'arte e mecenate statunitense († 1979)
- 26 agosto - Walter March, architetto tedesco († 1969)
- 27 agosto - René Dedieu, calciatore francese († 1985)
- 27 agosto - Luigi Taddei, pittore svizzero († 1992)
- 28 agosto - Maria Accascina, storica dell'arte italiana († 1979)
- 28 agosto - Charles Bouvier, bobbista e calciatore svizzero († 1964)
- 28 agosto - Niccolò Nicchiarelli, generale italiano († 1969)
- 28 agosto - Federico Pinna Berchet, dirigente pubblico italiano († 1961)
- 28 agosto - Elemér Somfay, multiplista ungherese († 1979)
- 28 agosto - Enrico Spinelli, politico italiano
- 28 agosto - Andrés Tuduri, calciatore spagnolo († 1967)
- 29 agosto - Jan de Boer, calciatore olandese († 1988)
- 29 agosto - Gino Spadoni, allenatore di calcio e calciatore italiano
- 29 agosto - Preston Sturges, sceneggiatore e regista cinematografico statunitense († 1959)
- 30 agosto - Shirley Booth, attrice statunitense († 1992)
- 30 agosto - Kiki Cuyler, giocatore di baseball statunitense († 1950)
- 30 agosto - Giuseppe Stella, vescovo cattolico italiano († 1989)
- 30 agosto - Francesco Zane, politico italiano († 1971)
- 31 agosto - Colbert Clark, sceneggiatore, regista e produttore cinematografico statunitense († 1960)

## Settembre(114)
- 1º settembre - Ernst Ahl, zoologo e naturalista tedesco († 1945)
- 1º settembre - Ermanno Barigozzi, calciatore italiano
- 1º settembre - Mike Danzi, chitarrista statunitense († 1986)
- 1º settembre - Wilhelm Fuchs, poliziotto tedesco († 1947)
- 1º settembre - Friedrich Georg Jünger, scrittore tedesco († 1977)
- 1º settembre - Marilyn Miller, attrice, ballerina e cantante statunitense († 1936)
- 2 settembre - Bassano Daccò, calciatore italiano († 1977)
- 2 settembre - Pietro Dal Pozzo, partigiano e politico italiano († 1979)
- 2 settembre - Pietro Ferrero, pasticciere e imprenditore italiano († 1949)
- 2 settembre - Alfons Gorbach, politico austriaco († 1972)
- 2 settembre - Arthur Young, attore britannico († 1959)
- 3 settembre - Friedl Czepa, attrice austriaca († 1973)
- 3 settembre - S. H. Foulkes, medico, psicologo e psicoanalista tedesco († 1976)
- 3 settembre - Ole Hegge, fondista norvegese († 1994)
- 3 settembre - André Meyer, banchiere francese († 1979)
- 5 settembre - Mario Bussich, calciatore italiano († 1971)
- 6 settembre - Clyde King, canottiere statunitense († 1982)
- 6 settembre - Preston Steiger, pallanuotista statunitense († 1931)
- 7 settembre - Theodor Lohrmann, calciatore tedesco († 1971)
- 7 settembre - Mario Loreti, ingegnere e architetto italiano († 1968)
- 7 settembre - Luigia Maria Pucheria Borgato, religiosa italiana († 1945)
- 7 settembre - Henry Morton Robinson, scrittore, poeta e saggista statunitense († 1961)
- 8 settembre - Cesare Cassanelli, allenatore di calcio e calciatore italiano († 1949)
- 8 settembre - Erich Franckenfeldt, calciatore svizzero († 1980)
- 8 settembre - Luis Hurtado, attore spagnolo († 1967)
- 8 settembre - Hans Ruch, calciatore tedesco († 1947)
- 8 settembre - Queenie Smith, attrice, cantante e ballerina statunitense († 1978)
- 8 settembre - Tony Vandervell, imprenditore, dirigente d'azienda e dirigente sportivo britannico († 1967)
- 9 settembre - Frankie Frisch, giocatore di baseball e allenatore di baseball statunitense († 1973)
- 9 settembre - Pauline Garon, attrice canadese († 1965)
- 9 settembre - Yvonne Hagnauer, pedagoga francese († 1985)
- 9 settembre - Trygve Løken, calciatore norvegese († 1955)
- 9 settembre - Vincenzo Turco, politico italiano († 1984)
- 10 settembre - Franz Xaver Arnold, presbitero e teologo tedesco († 1969)
- 10 settembre - Isa Bluette, attrice teatrale e cantante italiana († 1939)
- 10 settembre - George Eldredge, attore statunitense († 1977)
- 10 settembre - Hans Globke, giurista tedesco († 1973)
- 10 settembre - Manfred Hausmann, scrittore, poeta e drammaturgo tedesco († 1986)
- 10 settembre - Bessie Love, attrice statunitense († 1986)
- 10 settembre - María Rosa Oliver, scrittrice e attivista argentina († 1977)
- 10 settembre - Massimo Piacentini, ingegnere e urbanista italiano († 1974)
- 10 settembre - Waldo Semon, inventore statunitense († 1999)
- 10 settembre - Franco Zampari, direttore teatrale, produttore teatrale e produttore cinematografico italiano († 1966)
- 11 settembre - Pietro Braga, calciatore italiano († 1970)
- 11 settembre - Gonario Pinna, avvocato, saggista e scrittore italiano († 1991)
- 11 settembre - Gerald Templer, militare britannico († 1979)
- 11 settembre - William Winter, scacchista inglese († 1955)
- 12 settembre - Salvador Bacarisse, compositore spagnolo († 1963)
- 12 settembre - Erich Bessel-Hagen, matematico tedesco († 1946)
- 12 settembre - Alma Moodie, violinista e insegnante australiana († 1943)
- 12 settembre - Ben Shahn, pittore, fotografo e designer statunitense († 1969)
- 12 settembre - Humberto Tomassina, calciatore uruguaiano († 1981)
- 12 settembre - Goffredo Tonini, generale italiano († 1970)
- 13 settembre - Reto Raduolf Bezzola, linguista svizzero († 1983)
- 13 settembre - Roger Désormière, flautista, compositore e direttore d'orchestra francese († 1963)
- 13 settembre - Bernard Etté, violinista e direttore d'orchestra tedesco († 1973)
- 14 settembre - Franco Abbiati, critico musicale italiano († 1981)
- 14 settembre - Oliver von Beaulieu-Marconnay, aviatore e ufficiale tedesco († 1918)
- 14 settembre - Hal B. Wallis, produttore cinematografico statunitense († 1986)
- 15 settembre - Leonardo De Benedetti, medico e superstite dell'Olocausto italiano († 1983)
- 15 settembre - Giuseppe De Luca, presbitero, editore e saggista italiano († 1962)
- 15 settembre - Eddie Gottlieb, cestista, allenatore di pallacanestro e dirigente sportivo statunitense († 1979)
- 15 settembre - Jan Jacob Slauerhoff, poeta olandese († 1936)
- 16 settembre - Baruch Lumet, attore, direttore artistico e docente polacco († 1992)
- 16 settembre - Nelly Neppach, tennista tedesca († 1933)
- 16 settembre - H. A. Rey, scrittore e illustratore tedesco († 1977)
- 17 settembre - Benedetto Mazzacurati, violoncellista e compositore italiano († 1984)
- 17 settembre - Bertha Teague, allenatrice di pallacanestro statunitense († 1991)
- 17 settembre - Elena Valla, letterata italiana († 1958)
- 18 settembre - Jeanne Gautier, violinista francese († 1974)
- 18 settembre - Paul Vialar, scrittore francese († 1996)
- 19 settembre - Antonín Kaliba, calciatore cecoslovacco († 1936)
- 19 settembre - Giuseppe Saragat, politico e diplomatico italiano († 1988)
- 20 settembre - Josefa Llanes Escoda, attivista filippina († 1945)
- 20 settembre - Norman Z. McLeod, regista e sceneggiatore statunitense († 1964)
- 20 settembre - Ludwig Schneider, politico tedesco († 1978)
- 21 settembre - Goffredo Coppola, filologo classico, saggista e politico italiano († 1945)
- 22 settembre - Mario Agnoli, ingegnere e politico italiano († 1983)
- 22 settembre - Katharine Alexander, attrice statunitense († 1981)
- 22 settembre - R. Gordon Wasson, statunitense († 1986)
- 23 settembre - Gunnar Aspelin, storico della filosofia svedese († 1977)
- 23 settembre - Franz Xaver Fuhr, pittore tedesco († 1973)
- 23 settembre - Giulio Scardola, calciatore italiano
- 23 settembre - Jadwiga Smosarska, attrice polacca († 1971)
- 23 settembre - Heitor dos Prazeres, compositore, cantante e pittore brasiliano († 1966)
- 24 settembre - Howard Walter Florey, medico, patologo e fisiologo australiano († 1968)
- 24 settembre - Guido Manni, calciatore italiano († 1951)
- 24 settembre - Johannes van Rensburg, politico sudafricano († 1966)
- 24 settembre - Italo Ricci, calciatore italiano († 1984)
- 24 settembre - Charlotte Moore Sitterly, astronoma statunitense († 1990)
- 24 settembre - Henning von Thadden, militare tedesco († 1945)
- 24 settembre - Jerzy Łucki, militare, atleta e bobbista polacco
- 25 settembre - Austregésilo de Athayde, giornalista, saggista e docente brasiliano († 1993)
- 26 settembre - John Bunn, allenatore di pallacanestro e dirigente sportivo statunitense († 1979)
- 26 settembre - Jacques Doriot, politico, giornalista e militare francese († 1945)
- 26 settembre - George Gershwin, compositore, pianista e direttore d'orchestra statunitense († 1937)
- 26 settembre - Richard Lockridge, scrittore statunitense († 1982)
- 27 settembre - Valentino Bompiani, editore, scrittore e drammaturgo italiano († 1992)
- 27 settembre - Hélène Hallier, attrice francese († 1977)
- 27 settembre - Stanisław Kubista, religioso polacco († 1940)
- 27 settembre - Vincent Youmans, compositore statunitense († 1946)
- 28 settembre - Mario Umberto Borzacchini, pilota automobilistico italiano († 1933)
- 28 settembre - Carl Clauberg, medico tedesco († 1957)
- 28 settembre - Lew Tendler, pugile statunitense († 1970)
- 29 settembre - Fëdor Isidorovič Kuznecov, generale sovietico († 1961)
- 29 settembre - Trofim Denisovič Lysenko, agronomo sovietico († 1976)
- 30 settembre - Renée Adorée, attrice francese († 1933)
- 30 settembre - Emilio Bongioanni, militare italiano († 1918)
- 30 settembre - Fred Ewer, calciatore inglese († 1971)
- 30 settembre - Paul S. Fox, scenografo statunitense († 1972)
- 30 settembre - Charlotte Grimaldi, nobile († 1977)
- 30 settembre - Nikolaus Gross, giornalista tedesco († 1945)
- 30 settembre - Felix Kersten, fisioterapista finlandese († 1960)
- 30 settembre - Hans Wölpert, sollevatore tedesco († 1957)

## Ottobre(100)
- 1º ottobre - Fritz Lickint, medico tedesco († 1960)
- 2 ottobre - Francesco Diana, prefetto italiano († 1969)
- 2 ottobre - Myron Selznick, produttore cinematografico statunitense († 1944)
- 3 ottobre - Dámaso Alonso, poeta, scrittore e filologo spagnolo († 1990)
- 3 ottobre - Carlo Curcio, giornalista e storico italiano († 1971)
- 3 ottobre - Morgan Farley, attore statunitense († 1988)
- 3 ottobre - Zizi Lambrino, rumena († 1953)
- 3 ottobre - Bruno Lavagnini, grecista, bizantinista e filologo classico italiano († 1992)
- 3 ottobre - Leo McCarey, regista e sceneggiatore statunitense († 1969)
- 3 ottobre - Pietro Quaroni, diplomatico italiano († 1971)
- 3 ottobre - Adolf Reichwein, educatore tedesco († 1944)
- 3 ottobre - Oskar Theodor, entomologo e zoologo israeliano († 1987)
- 3 ottobre - Pavel Fëdorovič Čeliščev, pittore, costumista e scenografo russo († 1957)
- 4 ottobre - Emil Benecke, pallanuotista tedesco († 1945)
- 4 ottobre - Mario Casetta, arbitro di calcio italiano
- 4 ottobre - Ernő Vámos, calciatore ungherese († 1972)
- 5 ottobre - Ewald Balser, attore tedesco († 1978)
- 5 ottobre - Ottorino Barassi, dirigente sportivo italiano († 1971)
- 5 ottobre - Olav Kjelbotn, fondista norvegese († 1966)
- 5 ottobre - Kenzō Masaoka, animatore giapponese († 1988)
- 6 ottobre - Franz Altheim, storico delle religioni, filologo classico e storico dell'arte tedesco († 1976)
- 6 ottobre - Dee Lampton, attore statunitense († 1920)
- 6 ottobre - Mitchell Leisen, regista, scenografo e costumista statunitense († 1972)
- 6 ottobre - María Carmen Portela, incisore e scultrice argentina († 1983)
- 7 ottobre - Alessio De Bon, archeologo italiano († 1957)
- 7 ottobre - Phoebe Holcroft Watson, tennista britannica († 1980)
- 7 ottobre - Pierre Lienert, calciatore francese († 1926)
- 7 ottobre - Edward Ludwig, regista russo († 1982)
- 7 ottobre - Adhemar Serpa, pallanuotista brasiliano († 1978)
- 7 ottobre - Alfred Wallenstein, violoncellista e direttore d'orchestra statunitense († 1983)
- 8 ottobre - George Davidson, velocista neozelandese († 1948)
- 8 ottobre - Pietro Ongarelli, calciatore italiano
- 8 ottobre - Giulio Supino, ingegnere e matematico italiano († 1978)
- 8 ottobre - Clarence Williams, musicista e compositore statunitense († 1965)
- 9 ottobre - Heinrich Behnke, matematico tedesco († 1979)
- 9 ottobre - Hans Källner, generale tedesco († 1945)
- 9 ottobre - Eliane Montel, chimica e fisica francese († 1993)
- 9 ottobre - Tawfiq al-Hakim, scrittore egiziano († 1987)
- 10 ottobre - Lilly Daché, stilista francese († 1989)
- 10 ottobre - Marie-Pierre Kœnig, generale e politico francese († 1970)
- 10 ottobre - František Sedláček, allenatore di calcio e calciatore cecoslovacco († 1973)
- 10 ottobre - Eugen Wüster, esperantista e linguista austriaco († 1977)
- 11 ottobre - Jimmy Skinner, calciatore inglese († 1984)
- 11 ottobre - Nello Traquandi, politico e antifascista italiano († 1968)
- 12 ottobre - Giuseppe Flangini, pittore italiano († 1961)
- 12 ottobre - Maria Giacchino Cusenza, pianista e compositrice italiana († 1979)
- 12 ottobre - Lisel Haas, fotografa tedesca († 1989)
- 12 ottobre - Daisuke Itō, regista e sceneggiatore giapponese († 1981)
- 12 ottobre - Hans Georg Klamroth, mercante tedesco († 1944)
- 12 ottobre - Edna e Alice Nash, attrice statunitense († 1985)
- 12 ottobre - Félix Sesúmaga, calciatore spagnolo († 1925)
- 12 ottobre - Oskar Üpraus, calciatore estone († 1968)
- 13 ottobre - Fred Lauer, pallanuotista statunitense († 1960)
- 14 ottobre - Beniamino Bufano, scultore italiano († 1970)
- 14 ottobre - Maurice Martenot, inventore francese († 1980)
- 14 ottobre - Francesco Maugeri, ammiraglio italiano († 1978)
- 14 ottobre - Helmuth von Pannwitz, generale tedesco († 1947)
- 15 ottobre - Boris Aronson, scenografo russo († 1980)
- 15 ottobre - Stanislao Esposito, militare italiano († 1942)
- 15 ottobre - Günther Ramin, organista, direttore d'orchestra e compositore tedesco († 1956)
- 16 ottobre - Mary Nzimiro, imprenditrice e politica nigeriana († 1993)
- 17 ottobre - Arturo Burato, politico italiano († 1967)
- 17 ottobre - Pietro Lupo, ufficiale italiano († 1936)
- 17 ottobre - Eileen Sedgwick, attrice statunitense († 1991)
- 17 ottobre - Shinichi Suzuki, musicista, filosofo e educatore giapponese († 1998)
- 17 ottobre - Simon Vestdijk, scrittore olandese († 1971)
- 18 ottobre - Lotte Lenya, attrice e cantante austriaca († 1981)
- 19 ottobre - Mihály Balacics, allenatore di calcio e calciatore ungherese
- 21 ottobre - Mario Palermo, politico e militare italiano († 1985)
- 21 ottobre - Eduard Pütsep, lottatore estone († 1960)
- 21 ottobre - Amedeo di Savoia-Aosta, generale e aviatore italiano († 1942)
- 22 ottobre - Vivian Gibson, attrice britannica († 1981)
- 22 ottobre - Giacomo Mura, calciatore italiano († 1956)
- 22 ottobre - Renato Nigiotti, allenatore di calcio e calciatore italiano († 1949)
- 22 ottobre - Johann von Gardner, vescovo ortodosso, musicologo e critico musicale russo († 1984)
- 22 ottobre - Bedřich Šupčík, ginnasta cecoslovacco († 1957)
- 23 ottobre - Andrea Preus, calciatore italiano († 1985)
- 23 ottobre - Rolf Westgaard, calciatore norvegese († 1970)
- 24 ottobre - Felix Manthey, ciclista su strada tedesco († 1971)
- 24 ottobre - Peng Dehuai, politico e generale cinese († 1974)
- 25 ottobre - Karl Anton, regista, sceneggiatore e produttore cinematografico ceco († 1979)
- 25 ottobre - Vincenzo Baldazzi, antifascista e politico italiano († 1982)
- 25 ottobre - Giuseppe Ghedina, fondista italiano († 1986)
- 25 ottobre - Michel Guérard des Lauriers, vescovo francese († 1988)
- 25 ottobre - Gino Mazzarini, arbitro di calcio italiano
- 26 ottobre - Desidério Hertzka, calciatore e allenatore di calcio austriaco († 1967)
- 26 ottobre - William Lloyd Warner, antropologo e sociologo statunitense († 1970)
- 27 ottobre - Erwin Friedrich Baumann, architetto e scultore svizzero († 1980)
- 27 ottobre - Varrone Ducci, politico italiano († 1945)
- 27 ottobre - Élisabeth d'Ayen, tennista francese († 1969)
- 28 ottobre - Irene Bayer-Hecht, fotografa statunitense († 1991)
- 29 ottobre - Chuck Garland, tennista statunitense († 1971)
- 30 ottobre - Lothar Kreyssig, giudice tedesco († 1986)
- 30 ottobre - Bill Terry, giocatore di baseball e allenatore di baseball statunitense († 1989)
- 30 ottobre - Antonio Urdinarán, calciatore uruguaiano († 1961)
- 31 ottobre - Pompeo Balzardi, politico italiano
- 31 ottobre - Pedro Casella, calciatore uruguaiano († 1971)
- 31 ottobre - Édouard Depreux, avvocato, politico e partigiano francese († 1981)
- 31 ottobre - C. F. Møller, architetto danese († 1988)
- 31 ottobre - Alfred Sauvy, economista e sociologo francese († 1990)

## Novembre(112)
- 1º novembre - Edwin Francis Carpenter, astronomo statunitense († 1963)
- 1º novembre - Lorenzo Falco, calciatore italiano († 1988)
- 1º novembre - Giovanni Gallotti, calciatore e allenatore di calcio italiano († 1989)
- 1º novembre - Arthur Legat, pilota automobilistico belga († 1960)
- 1º novembre - Etelredo Pascolo, politico e giornalista italiano († 1991)
- 1º novembre - Walter Scherff, generale tedesco († 1945)
- 2 novembre - Antonio Boschetti, presbitero italiano († 1981)
- 2 novembre - Alfredo D'Arbela, ingegnere italiano († 1977)
- 2 novembre - Juan Marinello, scrittore e politico cubano († 1977)
- 2 novembre - Giuseppe Scortecci, zoologo, esploratore e docente italiano († 1973)
- 2 novembre - Ernesto Sestan, storico italiano († 1986)
- 3 novembre - Grazia Bottani, pittrice e artista italiana († 1990)
- 3 novembre - Ferdinando Caioli, giornalista, poeta e critico letterario italiano († 1972)
- 3 novembre - Antonín Laštovička, calciatore cecoslovacco († 1973)
- 3 novembre - Eger V. Murphree, chimico statunitense († 1962)
- 3 novembre - Venerino Papa, calciatore italiano († 1958)
- 4 novembre - Harold Cassels, hockeista su prato britannico († 1975)
- 4 novembre - Joe Dougherty, doppiatore statunitense († 1978)
- 4 novembre - Nils Engdahl, velocista e mezzofondista svedese († 1983)
- 4 novembre - Giosuè Fiorentino, politico italiano († 1977)
- 4 novembre - Aage Høy-Petersen, velista danese († 1967)
- 4 novembre - Kang Sheng, politico cinese († 1975)
- 5 novembre - Dragutin Babić, calciatore jugoslavo († 1945)
- 5 novembre - Damiano da Bozzano, religioso e missionario italiano († 1997)
- 5 novembre - Giuseppe Fortunato Pirrone, scultore italiano († 1978)
- 6 novembre - Suzanne Comhaire-Sylvain, antropologa e linguista haitiana († 1975)
- 6 novembre - Jan Kamman, fotografo e pittore olandese († 1983)
- 6 novembre - Louise Goff Reece, politica statunitense († 1970)
- 6 novembre - Luis Vaccaro, calciatore argentino
- 7 novembre - Henry Herbert, VI conte di Carnarvon, nobile inglese († 1987)
- 7 novembre - Paolo Manuel Gismondi, politico italiano († 1968)
- 7 novembre - Margaret Morris, attrice statunitense († 1968)
- 7 novembre - Vadim Borisovič Šavrov, ingegnere aeronautico e storico sovietico († 1976)
- 8 novembre - Katharine Mary Briggs, saggista, scrittrice e drammaturga inglese († 1980)
- 8 novembre - Eugene Forde, regista statunitense († 1986)
- 8 novembre - Karl von Le Suire, generale tedesco († 1954)
- 9 novembre - Owen Barfield, filosofo, scrittore e poeta britannico († 1997)
- 9 novembre - Leonard Carmichael, psicologo statunitense († 1973)
- 9 novembre - Cesare Merzagora, politico e dirigente d'azienda italiano († 1991)
- 9 novembre - Mario Pezzi, generale italiano († 1968)
- 10 novembre - Giuseppe Abatino, impresario teatrale italiano († 1936)
- 11 novembre - Antonio Cieri, anarchico italiano († 1937)
- 11 novembre - René Clair, regista, sceneggiatore e attore francese († 1981)
- 11 novembre - Hugo Makibi Enomiya-Lassalle, gesuita e missionario tedesco († 1990)
- 11 novembre - Guido Ferro, ingegnere italiano († 1976)
- 11 novembre - Emil Kutterer, calciatore tedesco († 1974)
- 11 novembre - José María Laca, calciatore spagnolo († 1977)
- 11 novembre - Francesco Moro, politico italiano († 1958)
- 11 novembre - Pie Traynor, giocatore di baseball e allenatore di baseball statunitense († 1972)
- 12 novembre - Walter Pagel, patologo e storico della scienza tedesco († 1983)
- 12 novembre - Carlo Repossi, politico italiano († 1973)
- 12 novembre - Leon Štukelj, ginnasta jugoslavo († 1999)
- 13 novembre - Lio Lenzi, politico e antifascista italiano († 1960)
- 13 novembre - Hellmut Maneval, calciatore tedesco († 1967)
- 14 novembre - Benjamin Fondane, filosofo e scrittore rumeno († 1944)
- 15 novembre - Leopold Pamula, aviatore e militare polacco († 1940)
- 15 novembre - Giuseppe Ruotolo, vescovo cattolico italiano († 1970)
- 16 novembre - Warren McCulloch, neurofisiologo statunitense († 1969)
- 16 novembre - Anunciado Serafini, vescovo cattolico argentino († 1963)
- 17 novembre - William Flannery, scenografo e architetto statunitense († 1959)
- 17 novembre - Sara Haden, attrice statunitense († 1981)
- 18 novembre - Clemente Biondetti, pilota automobilistico italiano († 1955)
- 18 novembre - Giuseppe Breccia Fratadocchi, ingegnere e architetto italiano († 1955)
- 18 novembre - Davey Brown, calciatore statunitense († 1970)
- 18 novembre - Joris Ivens, regista, sceneggiatore e montatore olandese († 1989)
- 18 novembre - John Stuart, attore scozzese († 1979)
- 19 novembre - Ugo Pignotti, schermidore italiano († 1989)
- 19 novembre - Max-Günther Schrank, militare tedesco († 1960)
- 19 novembre - William Herbert Sheldon, psicologo e numismatico statunitense († 1977)
- 20 novembre - Grace Darmond, attrice canadese († 1963)
- 20 novembre - Luigi Illario, imprenditore italiano († 1981)
- 20 novembre - Richmond Landon, altista statunitense († 1971)
- 20 novembre - Antenore Negri, siepista italiano († 1970)
- 20 novembre - Erich Schröder, calciatore tedesco († 1975)
- 20 novembre - Alberto Suppici, allenatore di calcio e calciatore uruguaiano († 1981)
- 21 novembre - Karl Kurz, allenatore di calcio e calciatore austriaco († 1933)
- 21 novembre - René Magritte, pittore belga († 1967)
- 21 novembre - Vittorio Necchi, imprenditore italiano († 1975)
- 22 novembre - Adriano Bernardi, avvocato e politico italiano († 1973)
- 22 novembre - Sarah Gibson Blanding, docente statunitense († 1985)
- 22 novembre - José María Gil-Robles y Quiñones, politico spagnolo († 1980)
- 22 novembre - Gabriel González Videla, politico cileno († 1980)
- 22 novembre - Wiley Post, aviatore statunitense († 1935)
- 22 novembre - Giuseppe Ramazzotti, zoologo italiano († 1986)
- 22 novembre - Lionel Robbins, economista inglese († 1984)
- 22 novembre - Paul Sidney Martin, archeologo, antropologo e storico statunitense († 1974)
- 23 novembre - Dezső Ernster, basso ungherese († 1981)
- 23 novembre - Bess Flowers, attrice statunitense († 1984)
- 23 novembre - Rachel Fuller Brown, chimica e biochimica statunitense († 1980)
- 23 novembre - Fritz Lange, politico tedesco († 1981)
- 23 novembre - Rodion Jakovlevič Malinovskij, generale e politico sovietico († 1967)
- 23 novembre - Jorge Vieira, calciatore portoghese († 1986)
- 24 novembre - Liu Shaoqi, politico, militare e rivoluzionario cinese († 1969)
- 24 novembre - Mino Maccari, scrittore, pittore e incisore italiano († 1989)
- 24 novembre - Guus Scheffer, sollevatore olandese († 1952)
- 25 novembre - Debaki Bose, regista, sceneggiatore e attore indiano († 1971)
- 25 novembre - Russell Joseph McVinney, vescovo cattolico statunitense († 1971)
- 26 novembre - Nicola Amodio, poliziotto italiano († 1945)
- 26 novembre - Pietro Piacentini, generale e aviatore italiano († 1963)
- 26 novembre - Héctor Scarone, calciatore e allenatore di calcio uruguaiano († 1967)
- 26 novembre - Karl Ziegler, chimico tedesco († 1973)
- 27 novembre - Hans Boeckh-Behrens, generale tedesco († 1955)
- 28 novembre - Walther von Hünersdorff, generale tedesco († 1943)
- 28 novembre - John Wishart, statistico scozzese († 1956)
- 29 novembre - Harald Halvorsen, allenatore di calcio, calciatore e pattinatore di velocità su ghiaccio norvegese († 1992)
- 29 novembre - Rod La Rocque, attore statunitense († 1969)
- 29 novembre - C. S. Lewis, scrittore, saggista e teologo britannico († 1963)
- 29 novembre - Vincent Massari, politico, editore e giornalista italiano († 1976)
- 29 novembre - Gus Pope, discobolo statunitense († 1953)
- 30 novembre - William Roy Lyman, giocatore di football americano statunitense († 1972)
- 30 novembre - Joe Lynch, pugile statunitense († 1965)
- 30 novembre - Mario Mattoli, regista, sceneggiatore e impresario teatrale italiano († 1980)

## Dicembre(112)
- 1º dicembre - Karel Feller, calciatore cecoslovacco († 1991)
- 1º dicembre - Eetu Huupponen, lottatore finlandese († 1977)
- 1º dicembre - Agustín Magaldi, cantautore argentino († 1938)
- 1º dicembre - Cesare Pascoletti, ingegnere italiano († 1986)
- 2 dicembre - Maria Donati, attrice italiana († 1966)
- 2 dicembre - Franz Platko, allenatore di calcio e calciatore ungherese († 1983)
- 2 dicembre - William Gladstone Agnew, ufficiale inglese († 1960)
- 3 dicembre - Marion Adnams, pittrice e disegnatrice inglese († 1995)
- 3 dicembre - Dezső Grósz, calciatore ungherese († 1970)
- 3 dicembre - Asbjørn Halvorsen, allenatore di calcio e calciatore norvegese († 1955)
- 3 dicembre - Shinshô Hanayama, scrittore e religioso giapponese († 1995)
- 3 dicembre - Nino Piccinelli, compositore, scrittore e giornalista italiano († 1984)
- 3 dicembre - Marcel Vignoli, calciatore francese († 1985)
- 4 dicembre - Francesco Angelini, agronomo, giornalista e politico italiano
- 4 dicembre - Maly Delschaft, attrice tedesca († 1995)
- 4 dicembre - Xavier Zubiri, filosofo spagnolo († 1983)
- 5 dicembre - Henri Gouhier, filosofo e storico della filosofia francese († 1994)
- 5 dicembre - Grace Moore, soprano e attrice statunitense († 1947)
- 6 dicembre - Kārlis Ašmanis, calciatore lettone († 1962)
- 6 dicembre - Aldo Buttini, scultore italiano († 1957)
- 6 dicembre - Ettore Cattaneo, aviatore e dentista italiano († 1972)
- 6 dicembre - Alfred Eisenstaedt, fotografo e fotoreporter tedesco († 1995)
- 6 dicembre - Gunnar Myrdal, economista e politico svedese († 1987)
- 6 dicembre - Herman Shumlin, regista statunitense († 1979)
- 7 dicembre - Joaquín Pérez Madrigal, politico, giornalista e scrittore spagnolo († 1988)
- 7 dicembre - Cesare Santagostino, calciatore italiano († 1955)
- 8 dicembre - Renato Bartoletti, calciatore italiano
- 8 dicembre - Harold B. Hudson, aviatore canadese († 1982)
- 8 dicembre - Amedeo Sica, politico italiano († 1975)
- 8 dicembre - Raffaele Terranova, politico italiano († 1974)
- 9 dicembre - Emmett Kelly, circense statunitense († 1979)
- 9 dicembre - Duke Slater, giocatore di football americano statunitense († 1966)
- 10 dicembre - Nello Corti, calciatore italiano († 1971)
- 10 dicembre - Gustav Heistermann von Ziehlberg, generale tedesco († 1945)
- 10 dicembre - Fred Kean, calciatore inglese († 1973)
- 11 dicembre - Aldo Eluisi, militare e partigiano italiano († 1944)
- 11 dicembre - Nils Ferlin, poeta svedese († 1961)
- 11 dicembre - Aladár Paasonen, militare finlandese († 1974)
- 11 dicembre - Joseph Marie Trịnh Như Khuê, cardinale e arcivescovo cattolico vietnamita († 1978)
- 12 dicembre - Pietro Bestetti, ciclista su strada italiano († 1936)
- 12 dicembre - August Desch, ostacolista statunitense († 1964)
- 12 dicembre - Noreen Gammill, attrice e doppiatrice statunitense († 1988)
- 12 dicembre - André Le Fèvre, calciatore olandese († 1977)
- 12 dicembre - Jovan Ružić, calciatore jugoslavo († 1973)
- 12 dicembre - Mauritz von Strachwitz, generale tedesco († 1953)
- 13 dicembre - Teizo Horikoshi, economista giapponese († 1987)
- 13 dicembre - Iva Pacetti, soprano italiano († 1981)
- 13 dicembre - Severino Rosso, calciatore e allenatore di calcio italiano († 1976)
- 13 dicembre - Giacomo Vittone, pittore e disegnatore italiano († 1995)
- 13 dicembre - Clarence Walker, pugile sudafricano († 1957)
- 14 dicembre - Alfred Au, calciatore tedesco († 1986)
- 14 dicembre - Efim L'vovič Dzigan, regista cinematografico russo († 1981)
- 14 dicembre - Ugo Fontana, calciatore svizzero
- 14 dicembre - Alexander Langsdorff, archeologo tedesco († 1946)
- 14 dicembre - Palmiro Luigi Pastorelli, calciatore italiano († 1978)
- 14 dicembre - Lillian Randolph, attrice, doppiatrice e cantante statunitense († 1980)
- 14 dicembre - José Luis Zabala, calciatore spagnolo († 1946)
- 15 dicembre - Giovanni Borromeo, medico italiano († 1961)
- 15 dicembre - Luigi Faure, combinatista nordico, saltatore con gli sci e fondista italiano († 1946)
- 15 dicembre - Enrico Santoro, militare italiano († 1935)
- 15 dicembre - Joe Spence, calciatore inglese († 1966)
- 16 dicembre - Helmuth Groscurth, militare tedesco († 1943)
- 16 dicembre - Francesco Nappa, pallanuotista maltese
- 16 dicembre - Franco Pironi, calciatore italiano († 1986)
- 17 dicembre - Michele Della Maggiora, antifascista italiano († 1928)
- 17 dicembre - Loren Murchison, velocista statunitense († 1979)
- 17 dicembre - Ettore Olivero Pistoletto, pittore italiano († 1981)
- 17 dicembre - Juliet Rhys-Williams, economista e politica britannica († 1964)
- 18 dicembre - Marcello Visconti di Modrone, nobile, politico e imprenditore italiano († 1964)
- 18 dicembre - Giuseppe Viviani, pittore e incisore italiano († 1965)
- 19 dicembre - René Riffaud, militare francese († 2007)
- 19 dicembre - Zheng Zhenduo, archeologo, scrittore e traduttore cinese († 1958)
- 20 dicembre - Aleksej Aleksandrovič Balandin, chimico sovietico († 1967)
- 20 dicembre - Konstantinos Dovas, generale greco († 1973)
- 20 dicembre - Irene Dunne, attrice e cantante statunitense († 1990)
- 20 dicembre - Heitor Marcelino Domingues, calciatore brasiliano († 1972)
- 20 dicembre - Edoardo Moscatelli, velista italiano († 1963)
- 21 dicembre - Ira Sprague Bowen, astronomo statunitense († 1973)
- 22 dicembre - Antoni Bura, militare e bobbista polacco († 1980)
- 22 dicembre - Vladimir Aleksandrovič Fok, fisico sovietico († 1974)
- 22 dicembre - Piero Magni, ingegnere aeronautico italiano († 1988)
- 23 dicembre - Luigi Filippo Benedettini, militare e politico italiano († 1978)
- 23 dicembre - Angelina Cabras, matematica italiana († 1993)
- 23 dicembre - Simon de Lanfranchi, lottatore francese
- 23 dicembre - Ray Hornberger, calciatore statunitense († 1976)
- 23 dicembre - Stella Nardari, supercentenaria italiana († 2012)
- 23 dicembre - Fëdor Aleksandrovič Romanov, principe russo († 1968)
- 23 dicembre - Joseph Striker, attore statunitense († 1974)
- 24 dicembre - Guglielmo Brezzi, calciatore italiano († 1926)
- 24 dicembre - Warren Dodds, batterista statunitense († 1959)
- 24 dicembre - Rupert Allan Willis, patologo australiano († 1980)
- 25 dicembre - Silvio Sganzini, linguista, insegnante e lessicografo svizzero († 1972)
- 26 dicembre - Ottorino Bojardi, calciatore italiano († 1968)
- 26 dicembre - Ernst Fraenkel, politologo, giurista e scrittore tedesco († 1975)
- 26 dicembre - Hector Martin, ciclista su strada belga († 1972)
- 26 dicembre - Jevhen Pavlovyč Plužnyk, poeta, scrittore e drammaturgo ucraino († 1936)
- 26 dicembre - Ján Smrek, poeta, scrittore e giornalista slovacco († 1982)
- 27 dicembre - Inejirō Asanuma, politico giapponese († 1960)
- 27 dicembre - Konstantin Kvašnin, allenatore di calcio e calciatore sovietico († 1982)
- 27 dicembre - Lorenzo Modulo, calciatore italiano († 1977)
- 28 dicembre - Aurelio Alonzi, militare italiano († 1936)
- 28 dicembre - Margaret Herz Hohenberg, psichiatra e psicoanalista slovacca († 1992)
- 28 dicembre - Carl-Gustav Arvid Rossby, meteorologo svedese († 1957)
- 28 dicembre - Mischa Spoliansky, compositore russo († 1985)
- 29 dicembre - Elsa Gidlow, poetessa, giornalista e attivista britannica († 1986)
- 29 dicembre - Jeanne Leleu, pianista e compositrice francese († 1979)
- 29 dicembre - Adriano Rodoni, dirigente sportivo italiano († 1985)
- 30 dicembre - Luís da Câmara Cascudo, storico, antropologo e giornalista brasiliano († 1986)
- 30 dicembre - Väinö Muinonen, maratoneta finlandese († 1978)
- 30 dicembre - Jacques Rigaut, scrittore francese († 1929)
- 31 dicembre - István Dobi, politico ungherese († 1968)
- 31 dicembre - Léon Huot, calciatore francese († 1961)

## Senza giorno specificato(103)
- Rose al Yusuf, attrice e giornalista egiziana († 1958)
- Diana Allen, attrice svedese († 1949)
- Donald Hatch Andrews, chimico statunitense († 1973)
- Terzo Bandini, pilota motociclistico italiano († 1974)
- Mario Bartoccini, pianista italiano († 1964)
- Raymond Bayer, filosofo francese († 1959)
- Messali Hajj, politico algerino († 1974)
- Bernardino Biagini, militare italiano († 1940)
- Giuseppina Bollani, italiana († 1961)
- Carlo Bonaventura, calciatore italiano
- Enrico Bracchi, ufficiale italiano († 1973)
- Emilio Caglieri, commediografo italiano († 1986)
- Andrea Capozzi, militare italiano († 1941)
- Atanasio Catraro, pubblicista e scrittore italiano
- Chen Yannian, politico, sindacalista e rivoluzionario cinese († 1927)
- Cheng Bugao, regista cinese († 1966)
- Albina e Giuseppina Coroneo, artista italiana († 1994)
- Pietro Cortelezzi, pittore italiano († 1978)
- Luigino Cossu, cantante italiano († 1972)
- Richard Threlkeld Cox, fisico e statistico statunitense († 1991)
- Eugène Dabit, romanziere francese († 1936)
- Emilio Danieli, militare italiano († 1937)
- Jean Daumery, regista belga († 1934)
- Miguel Dellavalle, calciatore argentino († 1932)
- Frans Depooter, pittore belga († 1987)
- Antonio Desole, cantante italiano († 1991)
- Enzio Di Poppa Volture, scrittore, poeta e traduttore italiano († 1982)
- Theodōros Dīmītriou, calciatore greco
- John Eccles, ammiraglio inglese († 1966)
- Luigi Epifanio, architetto italiano († 1976)
- Giusto Ferrara, militare italiano († 1938)
- Lawrence Fertig, giornalista, economista e pubblicitario statunitense († 1986)
- Pacifico Fiori, giornalista, scrittore e drammaturgo italiano
- Napoleone Giovanni Fiumi, pittore italiano († 1948)
- Antonino Foschini, scrittore italiano († 1948)
- Aldo Fraschetti, calciatore italiano
- Lodovico Gambara, pediatra, giornalista e saggista italiano († 1973)
- Mario Gigante, ufficiale italiano († 1943)
- Max Goldstein, rivoluzionario rumeno († 1924)
- Tomaso Gropallo, scrittore italiano († 1977)
- Guidotti, calciatore italiano
- Hjalmar Gullberg, poeta svedese († 1961)
- Shemaryahu Gurary, rabbino, mistico e educatore russo († 1989)
- Alfred Haines, aviatore inglese († 1918)
- János Hajdu, allenatore di calcio e calciatore ungherese
- Felicindo Iglesias y Acevedo, pittore spagnolo
- Jorge Iribarren, calciatore argentino
- Clara Jacobo, cantante italiana († 1966)
- Zenith Jones Brown, scrittrice britannica († 1983)
- Karolina Juszczykowska, polacca († 1945)
- Lela Karagianni, partigiana greca († 1944)
- Jens Keith, coreografo e attore tedesco († 1958)
- Kim Won-bong, anarchico e generale coreano († 1958)
- Michail Efimovič Kol'cov, scrittore russo († 1940)
- Charles John Krieger, astronomo statunitense
- Carlo Lenci, militare italiano († 1938)
- Lev Leopoldoff, ingegnere e militare russo († 1957)
- Giuseppe Lerni, arbitro di calcio italiano († 1968)
- Josef Liebhardt, allenatore di calcio e calciatore austriaco
- Albert John Luthuli, politico sudafricano († 1967)
- Alois Lutz, pattinatore artistico su ghiaccio austriaco († 1918)
- Oscar Löfgren, orientalista svedese († 1992)
- Carlo Marzorati, calciatore italiano
- Antonio Marzullo, latinista e traduttore italiano († 1979)
- Giuseppe Mazzaglia, militare italiano († 1941)
- Albert Mondet, pallanuotista svizzero
- Henry Moody, aviatore inglese († 1931)
- Federico Morgante, pittore italiano († 1975)
- Nino Nespoli, pittore italiano († 1969)
- Oddo Aliventi, scultore italiano († 1975)
- Zaki Osman, calciatore egiziano († 1985)
- Augustus Paget, aviatore britannico († 1918)
- Carmelo Palella, militare italiano († 1937)
- Ettore Papadia, calciatore italiano († 1981)
- Pietro Pappalardo, scultore italiano († 1985)
- Živojin Pavlović, scrittore e politico jugoslavo († 1941)
- Giuseppe Pensabene, architetto italiano († 1968)
- Simeon Potter, linguista britannico († 1976)
- Vladimir Prokof'ev, fisico sovietico († 1993)
- Dario Quintavalle, dirigente pubblico e magistrato italiano († 1978)
- Giuseppe Raimondi, calciatore italiano
- Elisabetta Rampielli, pittrice italiana († 1985)
- Battista Rezzonico, calciatore svizzero
- Friedrich Ritter, botanico tedesco († 1989)
- Armando Rocchi, militare, prefetto e veterinario italiano († 1970)
- Joaquim Rodrigues Ferreira, calciatore portoghese († 1945)
- Mario Romano, architetto italiano († 1987)
- Emil Rupp, fisico tedesco († 1979)
- Domenico Scappino, imprenditore italiano († 1980)
- Alfredo Serri, pittore italiano († 1972)
- Gino Soggetti, pittore, illustratore e poeta italiano († 1958)
- Tang Enbo, generale cinese († 1954)
- Vincenzo Tasciotti, politico italiano († 1984)
- Fausto Tesio, medico italiano († 1974)
- Mario Umiltà, ingegnere italiano († 1998)
- Remo Vigorelli, dirigente sportivo italiano († 1974)
- Xu Zhen, storico cinese († 1967)
- Sanae Yamamoto, regista, produttore cinematografico e animatore giapponese († 1981)
- Biagio Zagarrio, poeta e scrittore italiano († 1951)
- Elena Canino, scrittrice italiana († 1957)
- Michael Zohary, botanico israeliano († 1983)
- Sami al-Hinnawi, militare e politico siriano († 1950)
- Sa'ud bin Abd al-Aziz Al Rashid, emiro saudita († 1920)